# Fuerza de Defensa Nacional de Sudáfrica
La Fuerza de Defensa Nacional de Sudáfrica (SANDF) comprende las fuerzas armadas de Sudáfrica. El comandante de la SANDF es designado por el presidente de Sudáfrica entre uno de los servicios armados. A su vez, son responsables ante el ministro de Defensa y Veteranos Militares del Departamento de Defensa.

## Historia
El ejército sudafricano tal como existe hoy fue creado en 1994, luego de las primeras elecciones no raciales de Sudáfrica en abril de ese año y la adopción de una nueva constitución. Reemplazó a las Fuerzas de Defensa de Sudáfrica y también integró a las fuerzas guerrilleras Umkhonto we Sizwe y al Ejército Popular de Liberación de Azania (APLA).

## Armada de Sudáfrica
La Armada de Sudáfrica es la fuerza de guerra naval de la Fuerza de Defensa Nacional de Sudáfrica. La Armada sudafricana, se dedica principalmente a mantener operaciones navales militares convencionales, participar en operaciones de patrulla marítima contra la piratería, protección de la pesca, misiones de búsqueda y rescate (SAR), aplicación de la ley y cumplimiento del derecho marítimo, en beneficio de la nación de Sudáfrica y de sus aliados internacionales.

Actualmente, la Armada de Sudáfrica es una de las fuerzas navales más capaces del continente africano, y opera como una fuerza mixta de sofisticados buques de guerra de superficie, submarinos, buques patrulleros y embarcaciones auxiliares de flota, y cuenta con más de 7.000 efectivos, incluida una fuerza de desembarco e infantería naval.

### Infantería naval
El Cuerpo de Marines de Sudáfrica se estableció por primera vez como una subrama de la Armada en 1951 hasta 1955 y luego se reformó entre 1979 y 1990, en ambas ocasiones con el objetivo principal de proteger los puertos del país. Los marines también actuaron como infantería regular durante la guerra hasta 1988, además de realizar operaciones de contrainsurgencia dentro de Sudáfrica. Los marines tenían la capacidad de realizar desembarcos anfibios, operando desde los buques SAS Tafelberg y SAS Drakensberg, y se formó una compañía de élite, llamada Compañía Anfibia de Infantería de Marina (CAIM), para garantizar la capacidad de crear y defender una cabeza de playa, para desembarcar grandes fuerzas de tarea, junto con una pequeña unidad de reconocimiento especial de élite, entre los años 1983 y 1989. Los Marines se disolvieron el 18 de enero de 1990, tras una importante reestructuración de la Armada sudafricana, al final de la Guerra de la Frontera de Sudáfrica. En 2005, se tomó la decisión de crear una Fuerza Naval de Despliegue Rápido, para que Sudáfrica pudiera comprometerse más con las operaciones de mantenimiento de la paz en todo el continente africano, particularmente en la región de los Grandes Lagos de África. En 2006, esta fuerza se convirtió en el Escuadrón de Reacción Marítima (ERM). El Escuadrón de Reacción Marítima, proporciona capacidad anfibia, de buceo y de embarcaciones pequeñas a la Armada, desplegando personal de la Armada Sudafricana entrenado en infantería de marina, en diversas funciones de mantenimiento de la paz dentro del continente africano, además de ayudar en las operaciones de abordaje en alta mar, y repartir ayuda humanitaria en casos de desastre.

## Equipamiento de la Armada de Sudáfrica

### Embarcaciones
| Clase                          | Imagen         | Tipo                                           | Origen             | Unidades       |
| Submarinos (3)                 | Submarinos (3) | Submarinos (3)                                 | Submarinos (3)     | Submarinos (3) |
| ------------------------------ | -------------- | ---------------------------------------------- | ------------------ | -------------- |
| Clase Heroine                  |                | Submarino de ataque armado con misiles guiados | Alemania           | 3              |
| Fragatas (4)                   |                |                                                |                    |                |
| Clase Valour                   |                | Fragata furtiva armada con misiles guiados     | Alemania Sudáfrica | 4              |
| Buques patrulleros (33)        |                |                                                |                    |                |
| Clase Warrior                  |                | Buque patrullero costero                       | Sudáfrica          | 3              |
| Clase Sa'ar 4                  |                | Lancha rápida de ataque                        | Sudáfrica Israel   | 1              |
| Buque patrullero clase T-Craft |                | Buque patrullero costero                       | Sudáfrica          | 3              |
| Clase Namacurra                |                | Patrullera portuaria                           | Sudáfrica          | 26             |
| Dragaminas (2)                 |                |                                                |                    |                |
| Clase River                    |                | Dragaminas                                     | Sudáfrica          | 2              |
| Barcos auxiliares (13)         |                |                                                |                    |                |
| Clase Drakensberg              |                | Buque de aprovisionamiento logístico           | Sudáfrica          | 1              |
| Clase Protea                   |                | Buque hidrográfico                             | Reino Unido        | 1              |
| Clase Nelson Mandela           |                | Buque hidrográfico                             | Sudáfrica          | 1              |
| Clase Damen ATD                |                | Remolcadores portuarios y costeros             | Sudáfrica          | 2              |
| Clase Damen Stan               |                | Remolcadores portuarios y costeros             | Sudáfrica          | 3              |
| Clase Lima                     |                | Lancha de desembarco                           | Sudáfrica          | 6              |

### Aviación naval
| Aeronave      | Imagen       | Origen       | Tipo                                      | Unidades     | Fabricante                 |
| Helicópteros  | Helicópteros | Helicópteros | Helicópteros                              | Helicópteros | Helicópteros               |
| ------------- | ------------ | ------------ | ----------------------------------------- | ------------ | -------------------------- |
| Westland Lynx |              | Reino Unido  | Guerra antisubmarinaGuerra antisuperficie | 4            | AgustaWestland             |
| Atlas Oryx    |              | Sudáfrica    | Helicóptero utilitario                    | 1            | Atlas Aircraft Corporation |

### Misiles y torpedos
| Misiles             | Misiles | Misiles   | Misiles               | Misiles          |
| ------------------- | ------- | --------- | --------------------- | ---------------- |
| Nombre              | Imagen  | Origen    | Tipo                  | Fabricante       |
| Exocet              |         | Francia   | Misil antibuque       | MBDA             |
| Umkhonto IR Block 2 |         | Sudáfrica | Misil superficie-aire | Denel Dynamics   |
| Torpedos            |         |           |                       |                  |
| SUT 264             |         | Alemania  | Torpedo               | Atlas Elektronik |

### Artillería naval y ametralladoras
| Artillería naval          | Artillería naval | Artillería naval | Artillería naval                   | Artillería naval      | Artillería naval |
| ------------------------- | ---------------- | ---------------- | ---------------------------------- | --------------------- | ---------------- |
| Nombre                    | Imagen           | Origen           | Tipo                               | Fabricante            | Calibre          |
| Cañón OTO Melara de 76 mm |                  | Italia           | Cañón automático                   | OTO Melara            | 76mm             |
| Cañón doble Denel de 35mm |                  | Sudáfrica        | CIWS                               | Denel                 | 35mm             |
| Denel Land Systems GI-2   |                  | Sudáfrica        | Cañón automático                   | Denel                 | 20mm             |
| Ametralladoras            |                  |                  |                                    |                       |                  |
| M2 Browning               |                  | Estados Unidos   | Ametralladora pesada               | General Dynamics      | 12.7mm           |
| Browning M1919            |                  | Estados Unidos   | Ametralladora de propósito general | Browning Arms Company | 7.62mm           |

### Sistemas de armamento a control remoto
| Sistema de armamento a control remoto | Sistema de armamento a control remoto | Sistema de armamento a control remoto | Sistema de armamento a control remoto | Sistema de armamento a control remoto | Sistema de armamento a control remoto |
| ------------------------------------- | ------------------------------------- | ------------------------------------- | ------------------------------------- | ------------------------------------- | ------------------------------------- |
| Nombre                                | Imagen                                | Origen                                | Tipo                                  | Fabricante                            | Calibre                               |
| Sea Rogue                             |                                       | Sudáfrica                             | Sistema de armamento a control remoto | Reutech Rogue                         | 12.7mm                                |

## Historia de la Armada Sudafricana

### Introducción
A lo largo de su historia, los buques y el personal de la marina sudafricana han participado en la Primera y Segunda Guerra Mundial, así como en la Guerra Fronteriza de Sudáfrica. En la era posterior al régimen del apartheid, la Armada de Sudáfrica es una fiel aliada de las naciones de la Unión Africana.

### Inicios
Inicialmente, contaba con el apoyo de la Armada Real Británica, el primer surgimiento de una organización naval sudafricana, fue la creación de la Real División Sudafricana de Reserva de Voluntarios Navales en 1913, antes de convertirse en el Servicio Naval de la Unión Sudafricana, en 1922.

### Primera Guerra Mundial
Como parte del Imperio británico, Sudáfrica entró en guerra contra las Potencias Centrales, el 4 de agosto de 1914, a pesar de la importante oposición del pueblo afrikáner. Un total de 412 sudafricanos sirvieron en la reserva naval durante la Gran Guerra y 164 marineros se ofrecieron como voluntarios para servir en la Armada Real. Un oficial y ocho marineros sudafricanos murieron durante el transcurso de la guerra. Los marineros sudafricanos prestaron servicio en buques de guerra en aguas europeas y en el Mediterráneo, además de participar en las campañas terrestres en el África del Sudoeste alemana y en el África Oriental Alemana. Bajo la jurisdicción de la Armada Real, la reserva naval patrullaba las aguas sudafricanas a bordo de buques pesqueros reconvertidos, ayudando en la remoción de minas navales, en respuesta a las operaciones del crucero auxiliar alemán SMS Wolf en 1917, además de proteger la estratégica base naval de la Armada Real ubicada en Simon's Town.

### Años 1920
El 1 de abril de 1922 se formó el Servicio Naval Sudafricano (SANS), al que se le encomendó la protección de las aguas territoriales, el barrido de minas marinas y la hidrografía. Ese mismo año, el SANS encargó el buque hidrográfico de reconocimiento (barco sudafricano de Su Majestad) HMSAS Protea, un buque comisionado en 1922, dos buques arrastreros dragaminas reconvertidos: HMSAS Immortelle y HMSAS Sonneblom, y el buque escuela HMSAS General Botha.

### Segunda Guerra Mundial
En octubre de 1939, el Contralmirante Guy Halifax, un oficial retirado de la Armada Real Británica, que vivía en Sudáfrica, fue nombrado director del Servicio Naval de Sudáfrica, que más tarde pasó a llamarse Fuerza de Defensa Marítima, en enero de 1940. El Contralmirante Halifax, supervisó un programa industrial de conversión de buques balleneros y buques arrastreros de pesca, en barcos militares, más de 80 de estos barcos fueron la columna vertebral de las fuerzas navales sudafricanas en la Segunda Guerra Mundial. En las aguas sudafricanas, la Fuerza de defensa marítima, en asociación con la Armada Real Británica, aseguraron el control marítimo alrededor de la estratégica ruta marítima del Cabo y participaron principalmente en misiones de patrullaje costero, eliminación de minas navales, y operaciones de guerra antisubmarina, entre los años 1942 y 1945. Los buques de guerra sudafricanos, fueron desplegados en el teatro de operaciones del Mediterráneo, y posteriormente, en el Extremo Oriente. A partir de 1941, la Armada sudafricana escoltó a los convoyes aliados a lo largo de la costa norteafricana, asimismo, abasteció a las fuerzas aliadas, cercadas por el Afrika Korps del Mariscal de campo Erwin Rommel, en Tobruk, Libia. La Armada de Sudáfrica llevó a cabo operaciones de eliminación de minas, se enfrentó a buques enemigos y realizó tareas de salvamento marítimo. En 1942, surgió un servicio naval nacional unificado, la Fuerza Naval Sudafricana (FNS). Cuando la Segunda Guerra Mundial estaba llegando a su fin, la Armada Sudafricana recibió nuevos buques de guerra, tres fragatas de la clase Loch, procedentes de la Royal Navy. La Armada sudafricana fue desplegada en el Extremo Oriente bajo mando británico, posteriormente, la Armada sudafricana llevó a cabo varias operaciones para liberar el territorio controlado por el Imperio del Japón. En total, más de 10.000 marineros se ofrecieron como voluntarios para servir en la Armada de Sudáfrica durante la Segunda Guerra Mundial, 324 marinos perdieron la vida, mientras que 26 marinos fueron condecorados por acciones de batalla.

### Era posterior a la Segunda Guerra Mundial
Un año después del fin de las hostilidades, el 1 de mayo de 1946, las Fuerzas Navales Sudafricanas, se reconstituyeron como parte de la Fuerza de Defensa de la Unión, antes de emprender su cambio de nombre final en julio de 1951, cuando la SANF pasó a ser conocida oficialmente como Armada de Sudáfrica. El año 1948 fue un punto de inflexión, no sólo para Sudáfrica como país tras la victoria electoral del Partido Nacional, sino también para la dirección de la Marina. La influencia británica disminuyó y se redujo cada vez más en todo el servicio. En 1952, el prefijo de barco utilizado anteriormente de HMSAS (barco sudafricano de Su Majestad) cambió a simplemente SAS (barco sudafricano), en 1957, la Royal Navy transfirió el control de la base naval de Simon's Town a la Armada sudafricana, posteriormente, en 1959, la Corona de San Eduardo, que aparecía en la insignia de la gorra de la Armada y otras insignias, fueron reemplazadas por el León de Nassau del Escudo de armas de Sudáfrica. En los años inmediatos a la posguerra, la Armada sudafricana experimentó unos niveles significativos de expansión, a medida que la Royal Navy se deshizo de su excedente de material de guerra. En 1947, se adquirieron dos dragaminas excedentes de la clase Algerine en el Reino Unido, el HMSAS Bloemfontein (ex-HMS Rosamund) y el HMSAS Pietermaritzburg (ex-HMS Pelorus), así como la corbeta de la clase Flower HMS Rockrose, que se convirtió en el buque hidrográfico de reconocimiento HMSAS Protea, un buque comisionado en 1947. En 1950, Sudáfrica amplió aún más su capacidad naval, y compró un destructor británico de la clase W, el SAS Jan van Riebeeck (HMS Wessex). En 1952, la Armada sudafricana compró el SAS Simon van der Stel (HMS Whelp), y más tarde, la fragata antisubmarina Tipo 15 SAS Vrystaat (anteriormente el HMS Wrangler).
A principios de la década de 1960, la Armada de Sudáfrica era un servicio naval moderno y eficaz, optimizado para el combate naval convencional, junto con sus aliados internacionales occidentales. Entre los años 1962 y 1964, la Armada de Sudáfrica recibió tres fragatas Tipo 12M de fabricación británica que formaron la clase Presidente: SAS President Kruger, SAS President Steyn y SAS President Pretorius, respectivamente. La Armada sudafricana encargó tres submarinos de la clase Daphné a Francia en 1968 y desplegó submarinos por primera vez.
A principios de la década de 1970, la Armada de Sudáfrica operaba tres submarinos de clase Daphné: El SAS Maria van Riebeeck, un submarino encargado en 1970, el SAS Emily Hobhouse y el SAS Johanna van der Merwe, ambos submarinos entraron en servicio en 1971. Sin embargo, en la segunda mitad de la década de 1970, Sudáfrica enfrentó graves niveles de aislamiento y críticas internacionales. En 1973, la ONU calificó la segregación racial y el apartheid como un crimen contra la Humanidad, magnificado aún más por la brutal represión estatal y los posteriores encarcelamientos y asesinatos masivos, tras la masacre de Soweto en 1976, y tras la muerte del destacado activista anti-apartheid Steve Biko en 1977. Al año siguiente, un embargo de armas de la ONU, en vigor desde 1962, se volvió obligatorio. La consiguiente desinversión económica internacional en Sudáfrica se intensificó, lo que generó enormes tensiones sobre la economía sudafricana. Junto con estos graves problemas, las piedras angulares de la política exterior regional del país africano enfrentaron el colapso y una transformación completa con el fin del dominio portugués en Angola y Mozambique en 1975, y el acuerdo negociado en la Rodesia del Presidente Ian Smith para el fin del dominio de la minoría blanca en 1979. A medida que Sudáfrica se involucró cada vez más en la Guerra de la frontera en el África del Suroeste (la actual Namibia) y Angola, la Armada sudafricana comenzó a reajustar su perspectiva y organización internacionales anteriores. El entonces Ministro de Defensa sudafricano, Pieter Willem Botha, buscó con éxito conexiones militares con el estado sionista de Israel, y en 1974 se ordenaron nueve lanchas rápidas de ataque de la clase Sa'ar 4 armadas con misiles antibuque (buques de la clase Warrior al servicio de Sudáfrica). Tras el levantamiento de Soweto y el posterior embargo de armas obligatorio (Resolución 418 del Consejo de Seguridad de las Naciones Unidas), Sudáfrica había sido obligada a aceptar la cancelación de otra importante adquisición naval de dos nuevas corbetas francesas de la clase Drummond y dos submarinos de la clase Agosta procedentes de Francia.
En 1987, Sudáfrica encargó el buque de aprovisionamiento logístico SAS Drakensberg, diseñado y construido localmente en Durban, en la Provincia de KwaZulu-Natal. El buque de desembarco de la Armada sudafricana SAS Tafelberg, podía desplegar una fuerza de desembarco del tamaño de una compañía militar, seis lanchas de desembarco, dos helicópteros medianos, y estaba equipado con un pequeño hospital a bordo. A lo largo de la década de los ochenta, la Armada sudafricana continuó participando en la Guerra Fronteriza y llevando a cabo misiones de protección costera. La Armada de Sudáfrica mantuvo el control marítimo y brindó un valioso apoyo a las fuerzas terrestres sudafricanas. A finales de la década de 1980, la Armada sudafricana había perdido a sus principales buques de guerra antisuperficie, había reducido drásticamente su capacidad de guerra antisubmarina y antiaérea, y estaba prácticamente aislada internacionalmente. Las fuerzas de defensa sudafricanas sufrieron severos recortes presupuestarios y la terminación de un programa de construcción naval relativamente avanzado, para construir submarinos de fabricación nacional.
El buque de carga SAS Outeniqua, entró en servicio con la Armada de Sudáfrica, el 8 de junio de 1993. El buque se utilizaba principalmente para transportar vehículos militares y equipamiento pesado.

### Era post-apartheid
Tras la victoria del Congreso Nacional Africano (CNA) en las primeras elecciones democráticas libres celebradas en Sudáfrica en 1994, los buques de guerra extranjeros visitaron los puertos sudafricanos, los barcos procedían de países como Rusia, Polonia y Japón, países sin relaciones económicas anteriores con Sudáfrica. Había una necesidad urgente de reequipar a la marina y las fuerzas armadas sudafricanas, después del levantamiento de las sanciones de la era del apartheid. El nuevo gobierno sudafricano se comprometió a comprar equipo militar moderno para la Armada, esto hizo que la marina dejara de ser una fuerza de aguas marrones, y pasó a ser marina de aguas verdes, contando con una importante capacidad de combate litoral. En 2001, se adquirió el diseño de la corbeta alemana MEKO 200 de propósito general, junto con cuatro helicópteros navales británicos Westland Lynx, y tres submarinos alemanes Tipo 209/1400 equipados con motores diésel. También fueron construidas tres lanchas patrulleras costeras T-Craft de construcción local. Al comenzar el siglo XXI, la Armada sudafricana alcanzó un nivel de poder marítimo similar al que había tenido durante las décadas de 1960 y 1970, y llevó a cabo exitosamente varias operaciones marítimas conjuntas con sus aliados internacionales.

## Armas nucleares
En los años 70 del siglo XX, Sudáfrica contaba con suficiente uranio proveniente, entre otros lugares, de Namibia y varias centrales nucleares con las que pudo obtener suficiente plutonio para fabricar armas nucleares. Al parecer, el 22 de septiembre en 1979 detonó su primer artefacto en una isla del Océano Índico, extremo del que no hay pruebas pero los indicios apunta a Sudáfrica (véase el Incidente Vela).
Sudáfrica colaboraba con el estado sionista de Israel en la fabricación y el desarrollo de misiles balísticos, para entre otras misiones, el lanzamiento de ojivas nucleares.
Pese a que la información, especialmente la oficial, es muy escasa; se considera que Sudáfrica llegó a producir seis armas nucleares.
Pero con la llegada del Congreso Nacional Africano (CNA) al poder las instalaciones fueron desmanteladas y el programa fue abandonado, lo cual aumentó notablemente el prestigio del país africano en el exterior.

## Ejército de Sudáfrica
El Ejército Sudafricano es la rama terrestre de la Fuerza de Defensa Nacional de Sudáfrica. El Ejército de Sudáfrica es la principal fuerza de guerra terrestre de Sudáfrica y forma parte de la Fuerza de Defensa Nacional de Sudáfrica (FDNS), junto con la Fuerza Aérea de Sudáfrica, la Armada de Sudáfrica y el Servicio de Salud Militar de Sudáfrica. El Ejército está comandado por el Jefe del Ejército, que está subordinado al Jefe de la FDNS.

## Historia del Ejército Sudafricano

### Introducción
La Fuerza de Defensa de la Unión (FDU) (en inglés: Union Defence Force) (en afrikáans: Unie-Verdedigingsmag) comprendía las fuerzas armadas de Sudáfrica, desde el 1 de julio de 1912, cuando entró en vigor la Ley de Defensa (n.º 13 de 1912), dos años después de la creación de la Unión Sudafricana, hasta 1957, cuando la fuerza fue reorganizada y rebautizada como Fuerza de Defensa de Sudáfrica (FDS). El Ejército Sudafricano fue formado en 1912, como parte de la Fuerza de Defensa de la Unión, mediante la fusión de las fuerzas coloniales sudafricanas tras la unificación de Sudáfrica. La FDU evolucionó dentro de la tradición de la guerra fronteriza librada por las fuerzas de comando de la milicia bóer, reforzada por la desconfianza histórica del pueblo afrikáner hacia los grandes ejércitos permanentes. Tras la ascensión al poder del Partido Nacional, se cortaron los antiguos vínculos del Ejército Sudafricano con la Mancomunidad de Naciones (Commonwealth). El Ejército Sudafricano cambió profundamente con el fin del régimen del apartheid y las reformas políticas posteriores, cuando la Fuerza de Defensa Sudafricana (FDS) se convirtió en la Fuerza Nacional de Defensa de Sudáfrica (FNDS). A lo largo de su historia, el Ejército Sudafricano ha luchado en varias guerras importantes, entre ellas la Primera Guerra Mundial, la Segunda Guerra Mundial, la guerra civil de Rodesia y la Guerra de la frontera de Sudáfrica. El Ejército Sudafricano, también ha estado involucrado en muchas operaciones de mantenimiento de la paz, como la intervención de la Comunidad de Desarrollo de África Austral en Lesoto, la Operación Boleas, la Segunda guerra civil centroafricana, y en diversas operaciones de contrainsurgencia en África, llevadas a cabo bajo los auspicios de las Naciones Unidas, o como parte de operaciones más amplias de la Unión Africana en el sur de África. El ejército también jugó un papel clave en el control de la violencia política sectaria en Sudáfrica, durante finales de los años 80 y principios de los años 90 del siglo XX.

### Inicios
Después de que se formó la Unión Sudafricana en 1910, el Mariscal de campo Jan Smuts, el ministro de defensa de la Unión, dio una alta prioridad a la creación de un ejército unificado, a partir de los ejércitos separados de las cuatro provincias de la Unión (las fuerzas coloniales británicas de la Provincia del Cabo, las fuerzas coloniales británicas de la Provincia de Natal, la Provincia del Transvaal y el Estado Libre de Orange. La Ley de Defensa (N.º 13) de 1912, estableció una Fuerza de Defensa de la Unión (FDU) que incluía una fuerza permanente (un ejército permanente) de soldados de carrera, una fuerza ciudadana de reclutas temporales y voluntarios, así como una organización de cadetes. La ley de 1912 también obligaba a todos los varones blancos de entre 17 y 60 años a servir en el ejército, pero esto no se aplicaba estrictamente porque había un gran número de voluntarios. En cambio, la mitad de los hombres blancos de entre 17 y 25 años fueron reclutados por sorteo para servir en la Fuerza de Defensa Ciudadana (FDC). A efectos de formación, la Unión se dividió en 15 distritos militares. Inicialmente, la fuerza permanente estaba formada por cinco regimientos de fusileros montados sudafricanos (RFMS), cada uno con una batería de artillería hipomóvil. Dorning decía que:

"El regimiento de fusileros montados sudafricanos (RFMS) era en realidad una policía militar similar a los fusileros montados de El Cabo, una fuerza encargada principalmente del trabajo policial en sus respectivas áreas geográficas".

Entre los años 1913 y 1914, se convocó una fuerza ciudadana de 23 400 miembros, para reprimir varias huelgas industriales en Witwatersrand, en la Provincia de Gauteng. De acuerdo con la Ley de Defensa de 1912, la Fuerza de Defensa Ciudadana, fue establecida, bajo el mando del General de brigada C.F. Beyers, el 1 de julio de 1913. La fuerza autorizada de la FDC y la guarnición de la Guardia costera (GGC), era de unos 25 155 hombres, y el 31 de diciembre, la fuerza real sobre el terreno era de unos 23 462 hombres.

### Primera Guerra Mundial

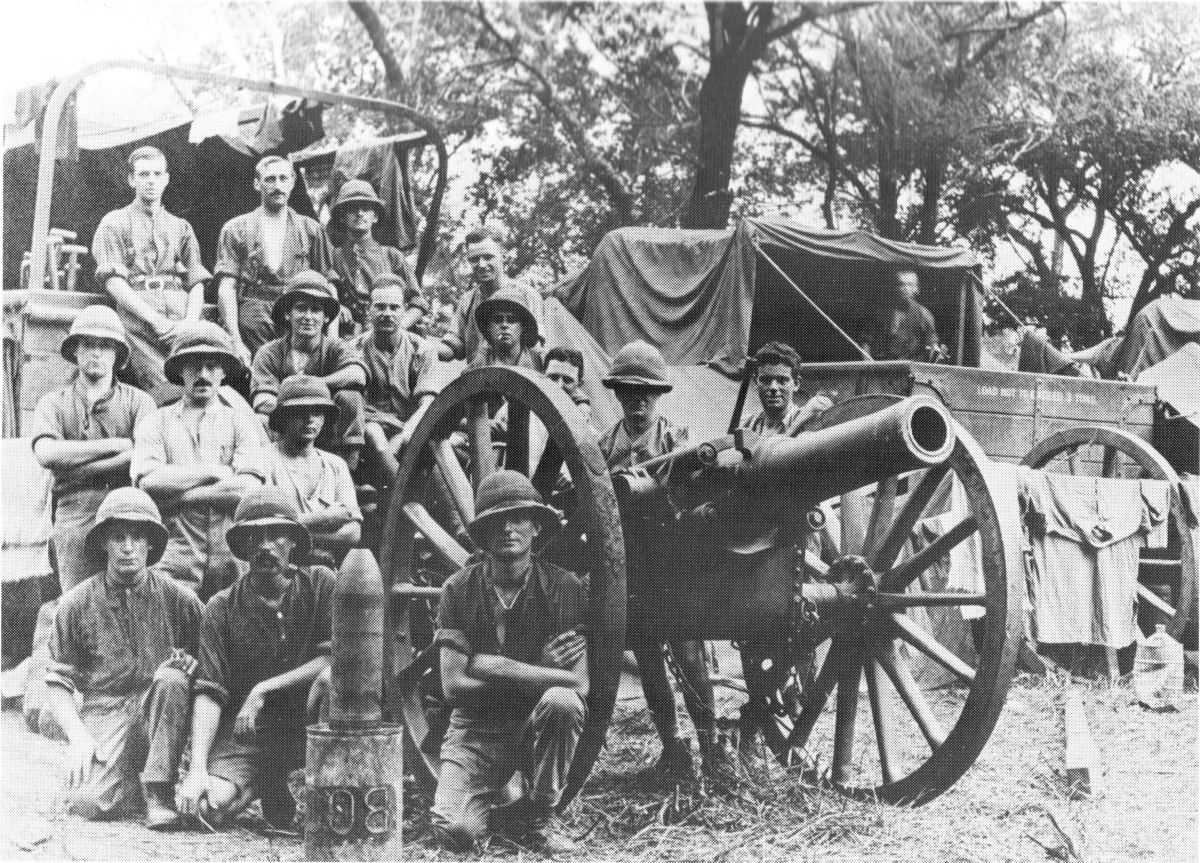
Obús remolcado de 5.4 pulgadas y su tripulación, África Oriental Alemana.

Tras la declaración de guerra británica contra el Imperio alemán, el 4 de agosto de 1914, Sudáfrica fue una extensión del esfuerzo bélico británico debido a su condición de dominio del Imperio británico. Aunque era autónoma, Sudáfrica, junto con otros dominios como Australia, Canadá y Nueva Zelanda, dependía del Reino Unido. El General Louis Botha, entonces Primer ministro, enfrentó una oposición generalizada del pueblo afrikáner, a luchar junto al Reino Unido, tan poco tiempo después de haber librado la segunda guerra bóer, y tuvo que sofocar la Rebelión Maritz, una rebelión militar de algunos de los elementos más extremistas, antes de poder enviar una fuerza expedicionaria de unos 67 000 hombres, para invadir el África del Sudoeste alemana (Namibia). Las tropas alemanas estacionadas allí finalmente se rindieron a las fuerzas sudafricanas en julio de 1915. En 1920, Sudáfrica recibió un mandato de la Sociedad de las Naciones para gobernar la antigua colonia alemana y prepararla para la independencia en unos pocos años, sin embargo, la ocupación sudafricana de Namibia continuó hasta 1990.

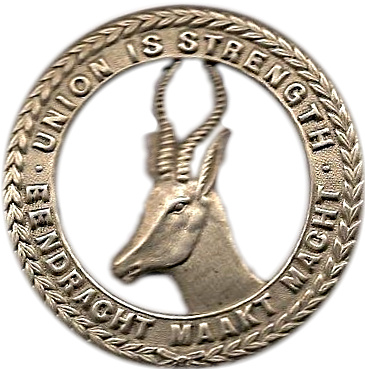
Insignia de gorra de la 1.ª Brigada de Infantería de Sudáfrica. El lema dice: "Union is strength", la unión es fuerza.

Más tarde, la Brigada de Infantería Sudafricana y varias otras unidades de apoyo, como el Cuerpo de Trabajo Nativo de Sudáfrica, fueron enviadas a Francia, para luchar en el Frente Occidental como la Fuerza Expedicionaria Sudafricana en el Extranjero, bajo mando británico. La 1.ª Brigada Sudafricana, estaba formada por cuatro regimientos del tamaño de un batallón de infantería, que representaban a hombres de las cuatro provincias de la Unión de Sudáfrica, así como de Rodesia. El 1.er Regimiento era de la Provincia del Cabo, el 2.º Regimiento era de Natal y el Estado Libre de Orange, y el 3.er Regimiento era de Transvaal y Rodesia. El 4.º Regimiento se llamaba Escocés Sudafricano y se formó entre miembros de los Escoceses de Transvaal y los Highlanders de Ciudad del Cabo; llevaban el tartán de los Atholl Highlanders. Las unidades de apoyo incluían cinco baterías de artillería pesada, una unidad de ambulancia de campaña, una compañía de señales de los ingenieros reales, y un hospital militar.

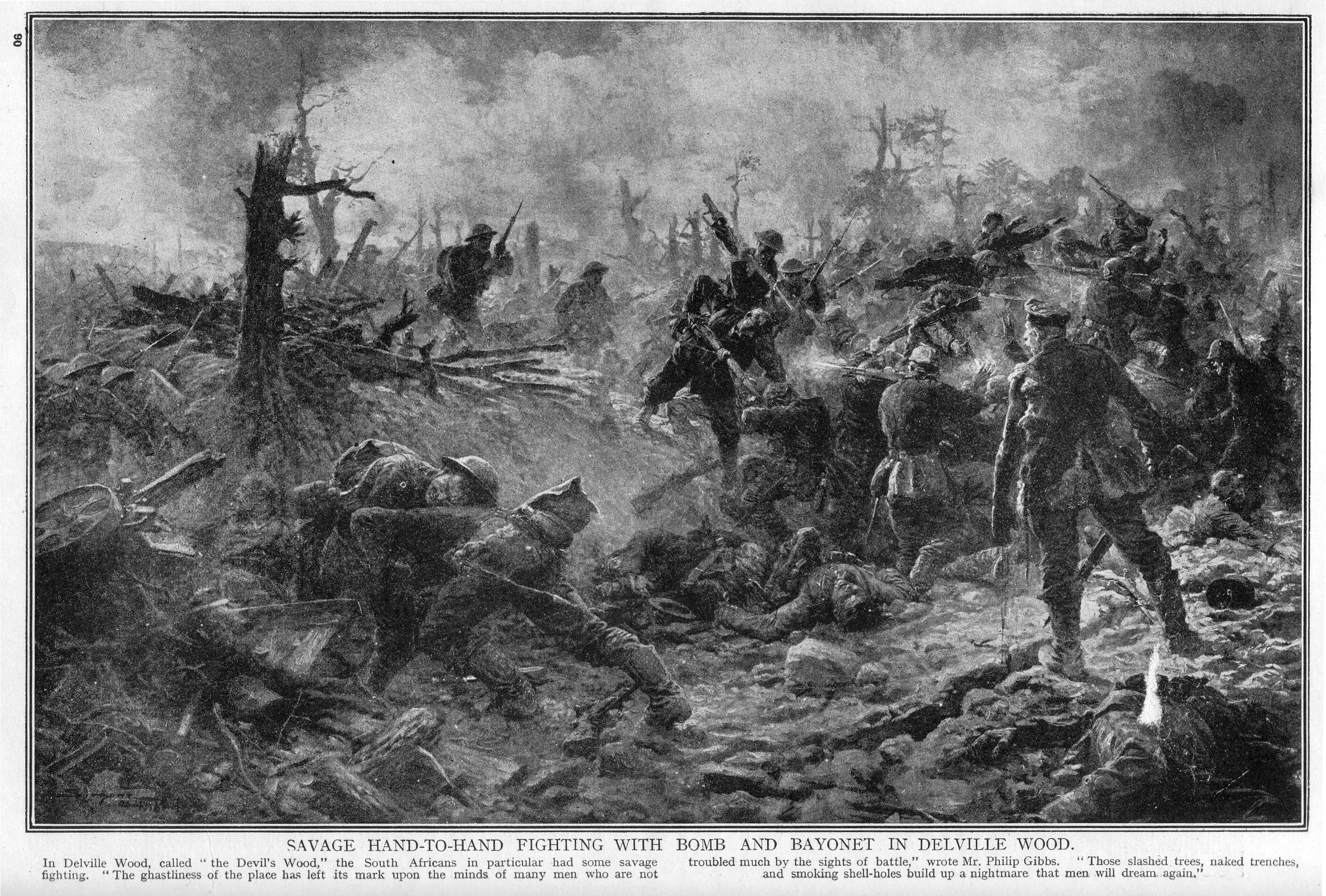
Sudafricanos y rodesianos luchan cuerpo a cuerpo contra los alemanes en el bosque de Delville.

La acción más costosa en la que lucharon las fuerzas sudafricanas en el frente occidental, fue la batalla de Delville Wood en 1916, de los 3.000 hombres de la brigada de combate que entraron en el bosque, sólo 768 salieron ilesos, otra trágica pérdida de vidas para las fuerzas sudafricanas durante la guerra fue el hundimiento del barco de pasajeros SS Mendi, el 21 de febrero de 1917, mientras transportaba a 607 miembros del Cuerpo de Trabajo Nativo de Sudáfrica, desde el Reino Unido hasta Francia, el buque fue impactado y partido por la mitad por otro barco.
Además, en la guerra contra las fuerzas alemanas y los Askaris en el África Oriental Alemana, también participaron más de 20 000 soldados sudafricanos, lucharon bajo el mando del Mariscal de campo Jan Smuts, que dirigía la campaña de las fuerzas sudafricanas y británicas en 1915. (Durante la guerra, el ejército sudafricano estaba dirigido por el Mariscal de campo Smuts, que se había reincorporado al ejército desde su puesto como Ministro de Defensa, al estallar la guerra).
Los sudafricanos de color también presenciaron una acción notable con el Cuerpo del Cabo en Palestina. Con una población de aproximadamente 6 millones de personas, entre 1914 y 1918, más de 250 000 sudafricanos de todas las razas sirvieron voluntariamente a su país. Miles más sirvieron directamente en el Ejército británico, más de 3000 se unieron al Real Cuerpo Aéreo (RCA) británico, y más de 100 se ofrecieron como voluntarios para la Armada Real Británica. Más de 146 000 blancos, 83 000 negros y mulatos, 2500 mestizos y asiáticos, también sirvieron en el África sudoccidental alemana, en África oriental, en Oriente Medio, o en el Frente Occidental en Europa. Sufrieron aproximadamente 19 000 bajas, más de 7000 sudafricanos murieron, y casi 12 000 resultaron heridos durante el transcurso de la guerra. Ocho sudafricanos ganaron la Cruz Victoria por su valentía, la medalla militar más alta y prestigiosa del Imperio británico. La batalla de Delville Wood y el hundimiento del SS Mendi fueron los mayores incidentes con pérdida de vidas sudafricanas de la Gran guerra.

### Décadas de 1920 y 1930
Las bajas durante la guerra y la desmovilización de la posguerra debilitaron a la Fuerza de Defensa de la Unión (FDU). Una nueva legislación de 1922 restableció el servicio militar obligatorio para los hombres blancos mayores de 21 años durante cuatro años de entrenamiento y servicio militar y reconstituyó la fuerza de defensa permanente. Las tropas de la FDU, asumieron tareas de seguridad interna en Sudáfrica y sofocaron varias rebeliones contra la dominación sudafricana en el suroeste de África. Los sudafricanos sufrieron muchas bajas, especialmente en 1922, cuando un grupo independiente de nativos conocido como Bondelswarts, encabezó una revuelta, en 1925, los bastardos de Rehoboth, reclamaban una autonomía cultural y una independencia política, y en 1932, la población Ovambo a lo largo de la frontera con Angola, exigió el fin de la dominación sudafricana. Durante la Rebelión del Rand de 1922, que tuvo lugar en Witwatersrand, en la Provincia de Gauteng, 14 000 miembros de la FDU y algunos reservistas fueron llamados a filas. Los recortes de gastos redujeron la FDU en su conjunto. El último regimiento restante de fusileros montados de Sudáfrica, se disolvió el 31 de marzo de 1926, y el número de distritos militares se redujo de 16 a seis, el 1 de abril de 1926. También se disolvió el cuartel general de la brigada de artillería de campaña de las FDU. En 1933, los seis distritos militares fueron redesignados como comandos. Como resultado de sus políticas de reclutamiento, la FDU aumentó sus fuerzas en servicio activo a 56 000 a finales de la década de 1930, 100 000 hombres pertenecían a la reserva nacional de fusileros, que proporcionaba a los reclutas entrenamiento y práctica de tiro con armas de fuego.

### Segunda Guerra Mundial

#### Introducción

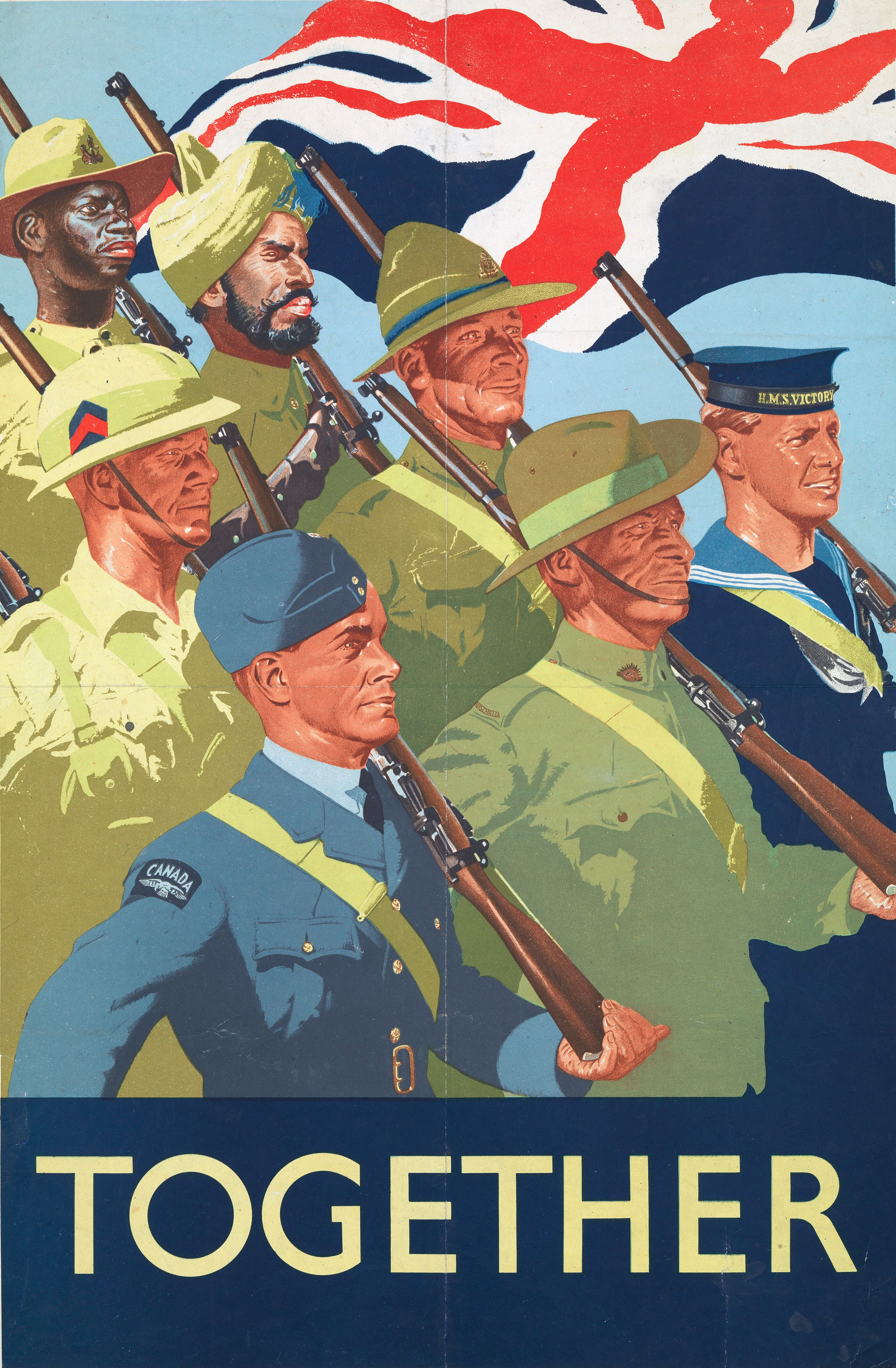
Cartel que representa a varios soldados, aviadores y marineros de la Mancomunidad de Naciones, marchando juntos.

Durante la Segunda Guerra Mundial, muchos sudafricanos hicieron el servicio militar. La Unión Sudafricana participó junto con otras fuerzas del Imperio Británico en batallas en el norte de África contra el Mariscal de campo Erwin Rommel y su Deutches Afrikakorps, y muchos pilotos sudafricanos se unieron a la Real Fuerza Aérea Británica (RFAB) y lucharon contra las Potencias del Eje en el teatro de operaciones europeo. Durante la Segunda Guerra Mundial, el Ejército sudafricano luchó en las campañas de África Oriental, Norte de África e Italia.

#### Tropas auxiliares

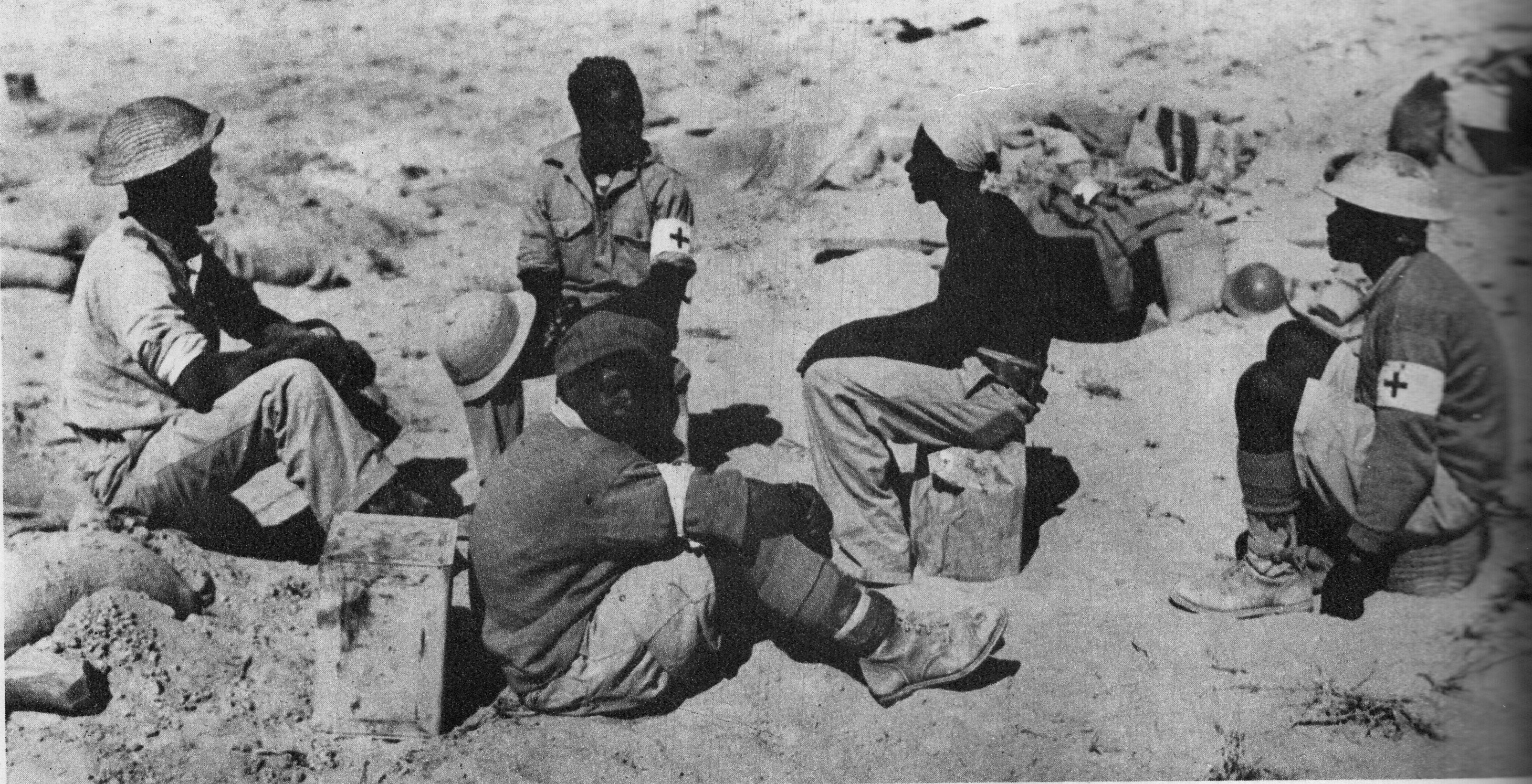
Camilleros del Cuerpo Militar Auxiliar, en el Desierto Occidental, durante la Segunda Guerra Mundial.

La población india y de color de la Provincia del Cabo, fue reclutada en el Cuerpo del Cabo, también se formó un cuerpo militar auxiliar negro para realizar tareas de apoyo.

#### Comandos regionales
En 1939, el Ejército de Sudáfrica se dividió en varios comandos regionales, estos incluían el comando de la Provincia del Cabo Occidental, con sede en el Castillo de Buena Esperanza, en Ciudad del Cabo, el comando de la Provincia del Estado Libre, con sede en Bloemfontein, el comando de KwaZulu-Natal, con sede en Durban, el comando de Witwatersrand, con sede en Johannesburgo, en la Provincia de Gauteng, a este comando pertenecían la quinta y la novena brigada, y la artillería hipomóvil de Transvaal, el comando de Transvaal, con sede en Pretoria, en la Provincia de Gauteng, y el comando de la Provincia del Cabo Oriental, con sede en East London.

#### Declaración de guerra
La declaración de guerra a Alemania, sólo contaba con el apoyo de una estrecha mayoría en el Parlamento de Sudáfrica, y estuvo lejos de ser universalmente popular, había una minoría significativa que se oponía activamente a la guerra, de manera que implantar el servicio militar obligatorio no era una opción recomendable.

#### Personal militar
En septiembre de 1939, el Ejército sudafricano contaba sólo con 5353 combatientes regulares, y con 14 631 hombres adicionales de la Fuerza de Defensa Ciudadana (FDC) que ofrecía entrenamiento a voluntarios en tiempos de paz, y que en tiempo de guerra formaba al cuerpo principal del ejército. Los planes realizados antes de la guerra, no preveían que el ejército lucharía fuera de Sudáfrica, y este estaba entrenado y equipado para la guerra en la jungla. Uno de los mayores problemas a los que se enfrentó Sudáfrica durante la guerra, fue la escasez de hombres disponibles. De manera aproximada, el número de soldados disponibles era unos 320 000 hombres. La expansión del ejército sudafricano, y su posterior despliegue en el extranjero, dependía enteramente de la buena disposición de los voluntarios.

#### Unidades militares

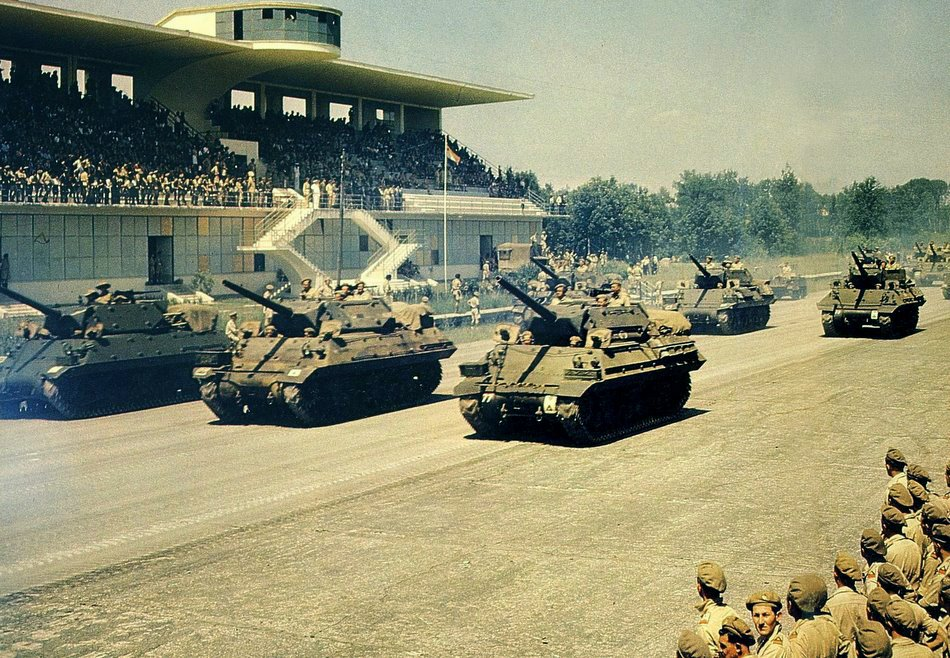
Desfile de la 6.ª División Blindada de Sudáfrica, en el circuito de carreras de Monza, en Italia.

La 1.ª División de Infantería de Sudáfrica participó en varias acciones en África Oriental en 1940, África del Norte en 1941 y 1942, incluida la Segunda Batalla de El Alamein, antes de retirarse a Sudáfrica.
La 2.ª División de Infantería de Sudáfrica también participó en una serie de acciones en el norte de África durante 1942, pero el 21 de junio de 1942, dos brigadas de infantería mecanizada completas de la división, así como la mayoría de las unidades de apoyo, fueron capturadas en la caída de Tobruk.
La 3.ª División de Infantería de Sudáfrica nunca participó activamente en ninguna batalla, sino que organizó y entrenó a las fuerzas de defensa nacionales de Sudáfrica, realizó tareas de guarnición y proporcionó reemplazos para la 1.ª División de Infantería de Sudáfrica y la 2.ª División de Infantería de Sudáfrica. Sin embargo, una de las unidades constituyentes de esta división, la séptima brigada de combate de infantería motorizada, participó en la Batalla de Madagascar en 1942.
La 6.ª División Blindada de Sudáfrica luchó en numerosas acciones en Italia, entre 1944 y 1945.

#### Número de bajas
De los 334 000 voluntarios para el servicio en el Ejército sudafricano durante la guerra (incluidos unos 211 000 blancos, 77 000 negros y 46 000 mestizos del Cabo y asiáticos), alrededor de 9000 murieron en combate (KIA), aunque la comisión de tumbas de guerra de la Mancomunidad de Naciones, tiene registros de 11 023 soldados sudafricanos que murieron en combate durante la Segunda Guerra Mundial.

### Período de posguerra
La expansión en tiempos de guerra fue seguida nuevamente por una rápida desmovilización después de la Segunda Guerra Mundial. Tras un siglo de enfrentamientos entre anglos y bóeres, seguidos de décadas de creciente influencia británica en Sudáfrica, habían alimentado el resentimiento del pueblo afrikáner. El resurgimiento del nacionalismo afrikáner, fue un factor importante en el crecimiento del Partido Nacional (PN) a medida que se acercaban las elecciones de 1948. Después de la estrecha victoria electoral del PN en 1948, el gobierno comenzó a africanizar el ejército, amplió las obligaciones del servicio militar y aplicó las leyes de reclutamiento de una manera más estricta. Las diversas unidades de comando se clasificaron posteriormente como comandos independientes y continuaron como un solo batallón o en pequeñas unidades independientes. Como parte de la reorganización de la posguerra, las asociaciones de fusileros de defensa fueron disueltas en 1948, y fueron reemplazadas por una nueva organización de comando, contando con una fuerza de 90 000 hombres, también se decidió establecer y mantener dos divisiones del ejército completas en la FDU, a saber, la Primera División de infantería sudafricana y la Sexta División blindada sudafricana, que constaba de varias brigadas de infantería y una brigada blindada. A principios de la década de 1950, la Unión necesitaba una división blindada para prestar servicio activo en Oriente Medio, en caso de guerra en la región. Con este fin, se encargaron unos 200 tanques Centurión, los primeros tanques se entregaron en julio de 1952. Durante el ejercicio Orange, realizado en 1956, el ejército probó sus tanques Centurión por primera vez, en un escenario bélico simulado de guerra nuclear.

### Creación de la Fuerza de Defensa de Sudáfrica (FDS)
La Ley de Defensa (N.º 44) de 1957, cambió el nombre de la FDU a Fuerza de Defensa Sudafricana (FDS) y estableció algunas unidades de reacción rápida o comandos para responder a las amenazas localizadas. La FDS, en 1958 contaba con unos 20.000 miembros, creció hasta casi 80.000 hombres en las dos décadas siguientes. Tras la declaración de la República de Sudáfrica en 1961, el título "Real" se eliminó de los nombres de los regimientos del ejército, y la corona se eliminó de las insignias de los regimientos.

### Guerra fronteriza (1966-1989)
A principios de la década de 1960, la amenaza militar de la Organización del Pueblo de África del Sudoeste (SWAPO) y sus partidarios comunistas en África Sudoccidental impulsó al gobierno sudafricano a aumentar las obligaciones del servicio militar y extender los períodos de servicio activo.
La Ley de Defensa (N.º 12) de 1961 autorizaba al ministro de Defensa a desplegar tropas y comandos de la fuerza ciudadana para el control de disturbios, a menudo para sofocar manifestaciones contra el apartheid, especialmente cuando degeneraban en disturbios multitudinarios con pérdida de vidas. La Ley de Defensa (núm. 85) de 1967, también amplió las obligaciones militares, exigiendo a los ciudadanos varones blancos realizar el servicio nacional, incluido un período inicial de entrenamiento, un período de servicio activo, y varios años en estado de reserva, los varones blancos podían ser llamados a filas en cualquier momento. De 1966 a 1989, la FDS, junto con la fuerza territorial del Sudoeste de África, luchó en una guerra de contrainsurgencia en la Guerra Fronteriza de Sudáfrica, contra los rebeldes del SWAPO, en el Sudoeste de África (Namibia), estas operaciones incluyeron la creación de diversas unidades especiales como el Batallón de los Búfalos sudafricano, también llevaron a cabo operaciones en apoyo de los rebeldes de UNITA liderados por Jonas Savimbi en Angola, y contra las tropas cubanas de las FAR que apoyaban al gobierno angoleño del MPLA liderado por António Agostinho Neto. En lo que respecta a las formaciones convencionales, la 7 División sudafricana y las Brigadas 17, 18 y 19 se establecieron el 1 de abril de 1965. Las dificultades con los niveles de dotación provocaron la disolución de la 7 División sudafricana, el 1 de noviembre de 1967, y su reemplazo por la fuerza de tarea del ejército y la 16 Brigada.
Durante la década de 1970, la FDS comenzó a aceptar a ciudadanos no blancos y a mujeres en el ejército, como soldados de carrera, no sólo como voluntarios o reservistas temporales; sin embargo, los primeros sirvieron principalmente, si no exclusivamente, en unidades segregadas, mientras que a las segundas, no se les asignó a funciones de combate. A finales de la década de 1970, el ejército sudafricano fue llamado cada vez más a enfrentar amenazas externas y disturbios internos, que comenzaron a escalar hasta convertirse en una confrontación armada entre el Estado sudafricano y las fuerzas de liberación. El principal de estos grupos armados fue el Umkhonto we Sizwe (Lanza de la Nación) del Congreso Nacional Africano (CNA), el Ejército Popular de Liberación de Azania, de la Organización del Pueblo de Azania (AZAPO), y el Poqo, del Congreso Panafricanista de Azania (CPA). En 1973 se establecieron dos nuevas unidades de infantería: El séptimo batallón de infantería sudafricano, el octavo batallón de infantería sudafricano, con sede en Upington, y el undécimo batallón, con base en Kimberley. En 1973, la FDS se encargaba de la defensa del Namibia. Durante los meses siguientes, el Ejército se vio involucrado en operaciones de combate por primera vez desde la Segunda Guerra Mundial, enfrentándose a grupos del SWAPO que se infiltraban en el suroeste de África.
El cuartel general de la octava división blindada estuvo en activo en Durban, hasta al menos el 27 de septiembre de 1992. A principios de la década de 1980, el ejército fue reestructurado para contrarrestar todas las formas de insurgencia, y al mismo tiempo mantener una fuerza convencional creíble. Para cumplir con estos requisitos, el ejército se dividió en fuerzas convencionales y fuerzas de contrainsurgencia. Las fuerzas de contrainsurgencia se dividieron a su vez en nueve comandos territoriales, cada uno de los cuales era responsable ante el jefe del ejército. La fuerza ciudadana, proporcionó efectivos a la fuerza de defensa convencional. En julio de 1987, el número de comandos territoriales se amplió a diez. Los comandos eran el Comando de la Provincia Occidental (Ciudad del Cabo, 1959-1998); Comando de la Provincia Oriental (Puerto Elizabeth, 1959-1998); Comando del Cabo Norte (Kimberley); Comando del Estado Libre de Orange (Bloemfontein, 1959-1998); Comando de Transvaal del Norte (Pretoria); Comando Witwatersrand (cuartel general en Johannesburgo, objeto de un bombardeo en 1987); Comando Noroeste (Potchefstroom); Comando de Transvaal Oriental (Nelspruit); Comando de Natal (Durban) y Comando del Lejano Norte, con sede en Pietersburg. La FDS también operaba en la zona militar especial de Walvis Bay.
Durante este mismo período, las unidades de ingenieros y señales se agruparon en dos formaciones, la Formación de Ingenieros del Ejército de Sudáfrica (en 1982) y la Formación de Señales del Ejército de Sudáfrica (en 1984), ambas formaciones eran directamente responsables ante el Jefe del Ejército. En 1984 se formaron el Comando Transvaal Oriental (Nelspruit) y el Comando Extremo Norte (Pietersburg). Estos dos nuevos Comandos fueron considerados teatros de operaciones y como tales también tenían responsabilidad sobre las operaciones y unidades convencionales dentro de sus áreas. Por ejemplo, el Comando del Extremo Norte tenía la 73 Brigada Motorizada dentro de su área. El área de responsabilidad de cada comando seguía los límites de las regiones de desarrollo económico. Durante la década de 1980, los requisitos legales para el servicio nacional eran registrarse para el servicio a los dieciséis años y presentarse al servicio cuando era llamado a filas, lo que generalmente ocurría en algún momento después de que un hombre cumpliera los dieciocho años o al dejar la escuela secundaria. Las obligaciones de servicio nacional podían cumplirse mediante el servicio militar activo durante dos años y sirviendo en las reservas, generalmente durante diez o doce años.

### Reservistas
Los reservistas generalmente pasaban noventa días al año de servicio activo o entrenamiento, después de su período inicial de servicio. En su mayor parte, el sistema consistía en que el requisito del Servicio Nacional era de 720 días (dos años) y el servicio de reserva posterior era de 720 días más. El servicio de reserva se dividió en función de las necesidades de las unidades y del individuo en cuestión. Por lo general, esto se traducía en un compromiso operativo de noventa días al año, además de los cursos, desfiles o eventos que pudieran ser necesarios. Los miembros de la reserva podían ofrecerse como voluntarios para realizar tareas adicionales además de las asignadas. Este servicio voluntario adicional fue reconocido con la concesión del emblema de servicio voluntario (ESV) por cinco años de servicio voluntario por encima del compromiso obligatorio. Los requisitos para el servicio nacional cambiaron varias veces durante los años 80 y principios de los 90 en respuesta a las necesidades de seguridad nacional.

### Acciones emblemáticas
La principal acción de la SADF fue la lucha contra la SWAPO y la invasión de Angola durante la Guerra de la Frontera. En ella la superioridad sudafricana quedó demostrada por varias operaciones en territorio enemigo. Las unidades helitransportadas atacaron bases del SWAPO en Zambia y Angola. En ataques más grandes sus unidades mecanizadas invadieron Angola desde casi el primer momento de su independencia y llegaron incluso a asediar su capital, Luanda, hasta que la intervención cubana y la negativa de Estados Unidos a proporcionarles más armas si seguían avanzando les hicieron retroceder.

### La matanza de Cassinga
El 5 de mayo de 1978, las fuerzas helitransportadas de los Recces (término por el que se conocen a las Fuerzas Especiales de Sudáfrica) llegaron a la base de SWAPO en Cassinga y realizaron un fuerte ataque. La base era para los sudafricanos un centro logístico del SWAPO y para los namibios un campo de refugiados, según el CICR era ambos cosas al mismo tiempo. La intervención fue más peligrosa de lo que suponían los sudafricanos porque a pocos kilómetros de Cassinga estaba acantonado un contingente cubano del que no tenían constancia. Finalmente los Recces destruyeron el campamento y tomaron un millar de prisioneros de guerra; pero la intervención resultó una matanza que empequeñece a la de los estadounidenses en My Lai. La fuerza de élite sudafricana se ensañó con la población civil, matando a más de 600 refugiados, incluidos mujeres, niños y ancianos incapaces de defenderse. Algunas de las fuerzas más destacadas de las SADF, como los Recces, sólo estaban formadas por blancos y en algunas ocasiones dejaban entrar a desertores del SWAPO, útiles por la información y experiencia que podían aportar.

### La Batalla de Cuito Cuanavale
La fuerza aérea sudafricana no tenía una superioridad aérea total, pese a comenzar dominando el espacio aéreo, la llegada de los MiG-23 les hicieron perder el control del cielo, y finalmente fueron los cubanos los que a partir de la Batalla de Cuito Cuanavale, hicieron retroceder al Ejército sudafricano de vuelta a Namibia, provocándole serias derrotas. Las FAR cubanas no atacaron a Namibia. Cuito Cuanavale fue la mayor batalla del África Subsahariana, y en ella se decidió la guerra de Angola, en un principio, fue una operación lanzada por las fuerzas angoleñas (FAPLA) para destruir a las bases de la UNITA (la guerrilla de Jonás Savimbi, apoyada por Washington y Pretoria) al sureste de Angola. Cuba, que dudaba de los éxitos de esa operación, se mantuvo al margen, pero la FAPLA siguió adelante con asesores soviéticos. La ofensiva empezó bien, el ejército angoleño consiguió penetrar cientos de kilómetros sin que la UNITA pudiera detenerlos. Sudáfrica decidió intervenir en apoyo a Savimbi y lanzó sus fuerzas contra los flancos de las FAPLA, que se vio sorprendida y no tuvo más remedio que replegarse al norte. Las fuerzas sudafricanas apoyadas por la UNITA se lanzaron entonces a una contraofensiva que les hizo recuperar territorio de forma rápida y contundente. Las FAPLA retrocedieron hasta el pueblo de Cuito Cuanavale, y ante el peligro de que fueran exterminadas sus mejores unidades, Angola solicitó a Cuba un apoyo urgente. Cuba puso como condición tener el control de las operaciones (en detrimento de los generales soviéticos) y respondió enviando a la zona efectivos que triplicaban a las fuerzas sudafricanas. Entre noviembre de 1987 y marzo de 1988 se produjeron los combates más duros. El uso de los MiG-23 cubanos, que eran muy superiores a los Dassault Mirage III sudafricanos, resultó ser uno de los factores decisivos para inclinar la balanza del lado de las tropas de Cuba-FAPLA. Sin apoyo aéreo, las fuerzas sudafricanas no tuvieron más remedio que replegarse, esta vez perseguidas de forma coordinada por angoleños y cubanos. Para garantizar la superioridad aérea, Cuba construyó un aeropuerto en la aldea de Cahama que permitía a sus aviones atacar las bases sudafricanas en Namibia. Eso complicó aún más las operaciones del Ejército sudafricano, que temía que la ofensiva cubano-angoleña cruzara la frontera. En junio de 1988 un escuadrón de mig-23 destruyó la presa de Calueque, pegado a Namibia, provocando la muerte de una importante agrupación sudafricana. Dos días después, Pretoria solicitó el alto el fuego y el inicio de conversaciones que llevaron a la firma de la paz en diciembre de 1988. En ellas Sudáfrica se comprometió a abandonar Angola, y aceptar la resolución 435 de las Naciones Unidas sobre la independencia de Namibia. Tras esta batalla, la guerra civil de Angola dio un giro hacia la salida de todas las tropas extranjeras de su territorio y la continuación del mismo hasta la muerte de su líder con lo que el movimiento UNITA desapareció como fuerza armada. Las fuerzas sudafricanas sufrieron un duro golpe que tuvo su coste político para el régimen, y terminó contribuyendo al fin del sistema del apartheid.

### Era post-apartheid

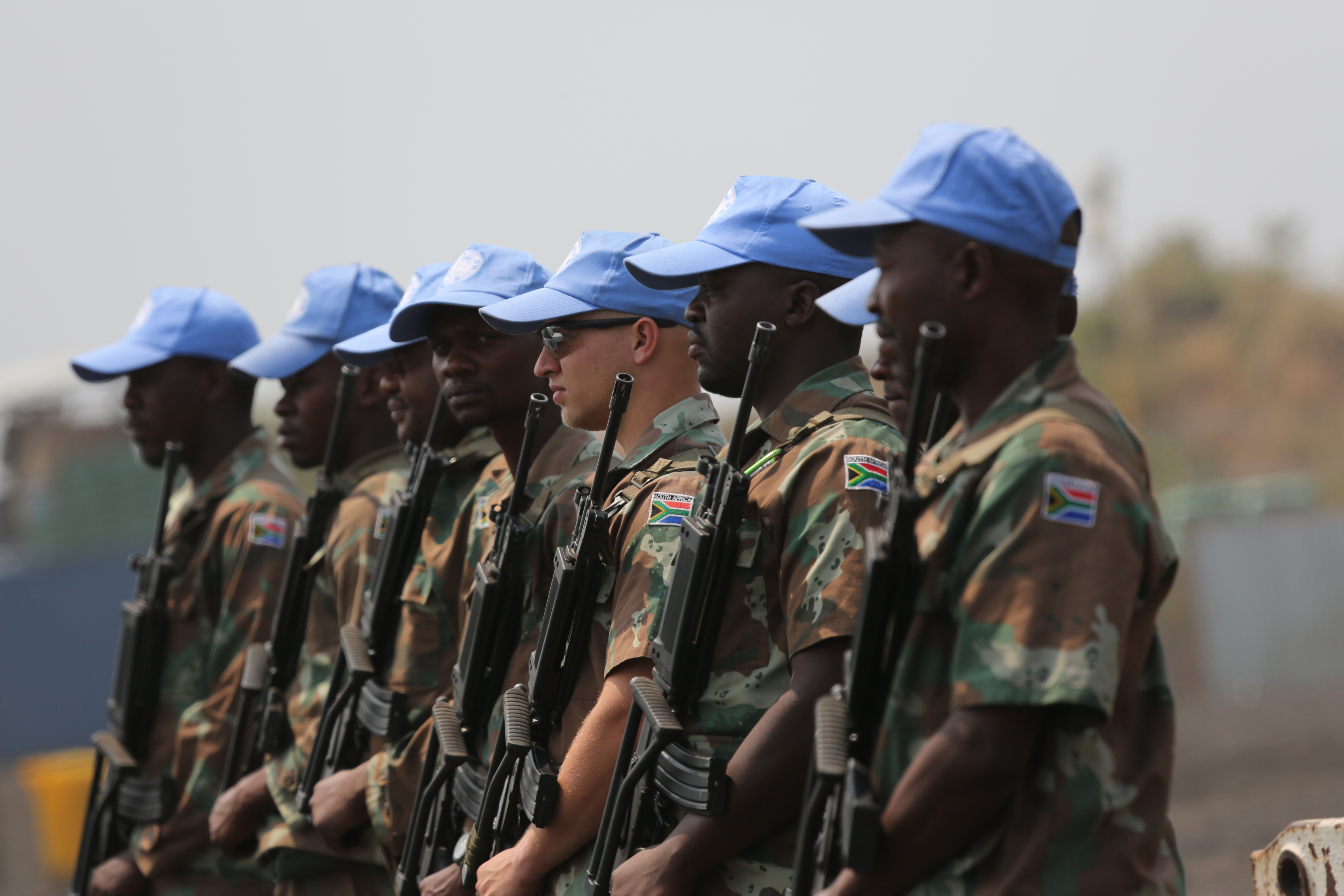
Tropas sudafricanas en Sake, a 10 kilómetros de Goma, República Democrática del Congo.

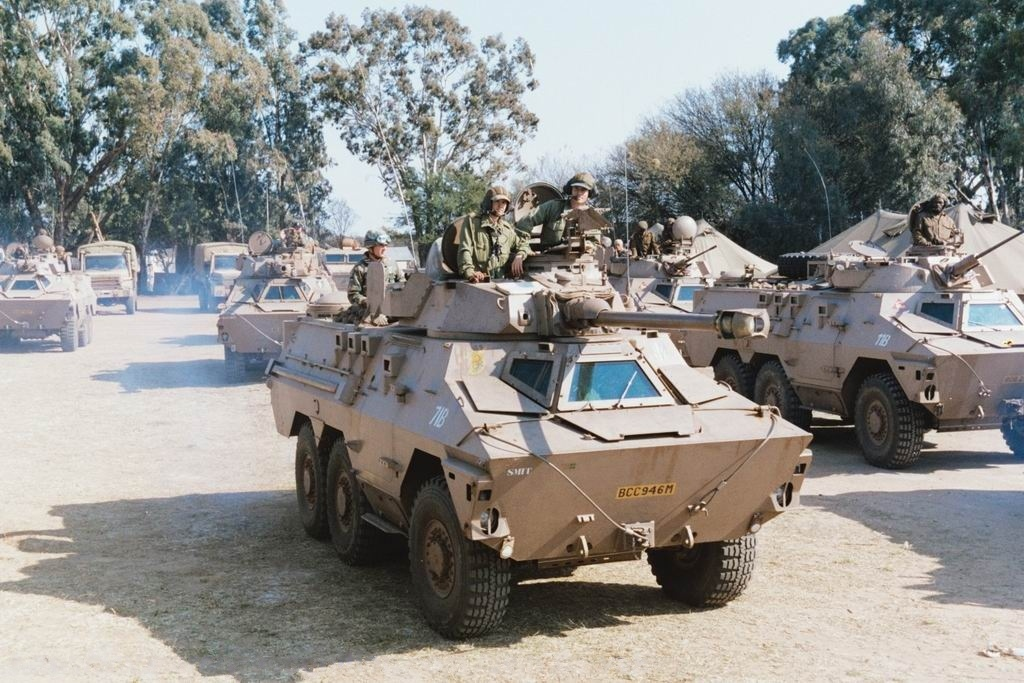
Ratel IFV del Regimiento de Highlanders de Ciudad del Cabo, durante un ejercicio de entrenamiento mecanizado.

Desde principios de la década de 1990 (después de 1992) hasta el 1 de abril de 1997, el ejército sudafricano mantuvo tres divisiones, la 7.ª (con sede en Johannesburgo), la 8.ª (con sede en Durban) y la 9.ª (con sede en Ciudad del Cabo). Estaban formados por un batallón de reconocimiento, dos batallones de defensa antiaérea (cañones AA), dos batallones de artillería (G-5 y G-6), un batallón de MRL de 127 mm, un batallón de ingenieros, dos batallones de carros de combate Olifant MBT, dos batallones blindados Ratel IFV y dos batallones blindados Buffel APC. Todos se fusionaron en la 7.ª División Sudafricana el 1 de abril de 1997 y se convirtieron en las Brigadas 73.ª, 74.ª y 75.ª respectivamente. El 1 de abril de 1997, el Regimiento Louw Wepener, el Regimiento De Wet (Kroonstad) y el Regimiento Dan Pienaar (Bloemfontein) fueron absorbidos por el Regimiento Bloemspruit. La 7.ª División se disolvió el 1 de abril de 1999 y todos los batallones del ejército fueron asignados a formaciones, de acuerdo con las recomendaciones de la Revisión de Defensa de Sudáfrica de 1998. La estructura de la fuerza de formación se implementó de acuerdo con las recomendaciones de la firma auditora Deloitte and Touche, que fueron contratados para elaborar un plan para hacer que el ejército sudafricano fuera más eficiente económicamente. El plan de Deloitte and Touche hacía que el ejército separara sus fuerzas de combate en formaciones de blindados, infantería, artillería e ingenieros. Deane-Peter Baker, del Instituto Sudafricano de Estudios de Seguridad, dijo que este plan, si bien aliviaba, hasta cierto punto, la desconfianza del nuevo liderazgo sudafricano hacia el personal restante de las Fuerzas de Defensa Sudafricanas de la era del apartheid en puestos de mando intermedio, reducía la eficacia de combate del ejército, y fue visto como un error. Otra decisión equivocada fue limitar el diseño de la fuerza de la FDNS para que dependiera de líneas logísticas cortas, para fuerzas móviles altamente mecanizadas, en defensa del territorio nacional, ya que ello causa muchos problemas de suministro durante los modernos despliegues en el extranjero. Este es uno de los principales problemas del ejército y el gobierno está considerando varias soluciones para equipar mejor a las fuerzas desplegadas en una zona para operaciones de proyección de fuerza. Aunque el personal no blanco sirvió como trabajadores desarmados en el ejército en ambas Guerras Mundiales, varios de ellos fueron empleados en unidades segregadas durante la Guerra de la Frontera, y varias unidades fueron completamente desegregadas, no fue hasta 1994, cuando Sudáfrica alcanzó la democracia plena, que el ejército en su conjunto quedó abierto a ciudadanos de todas las razas. Actualmente, la Fuerza de Defensa Nacional de Sudáfrica (FDNS) mantiene cuotas raciales para garantizar que los sudafricanos blancos, negros, ciudadanos de color, indios y mestizos, estén representados proporcionalmente en las fuerzas armadas.

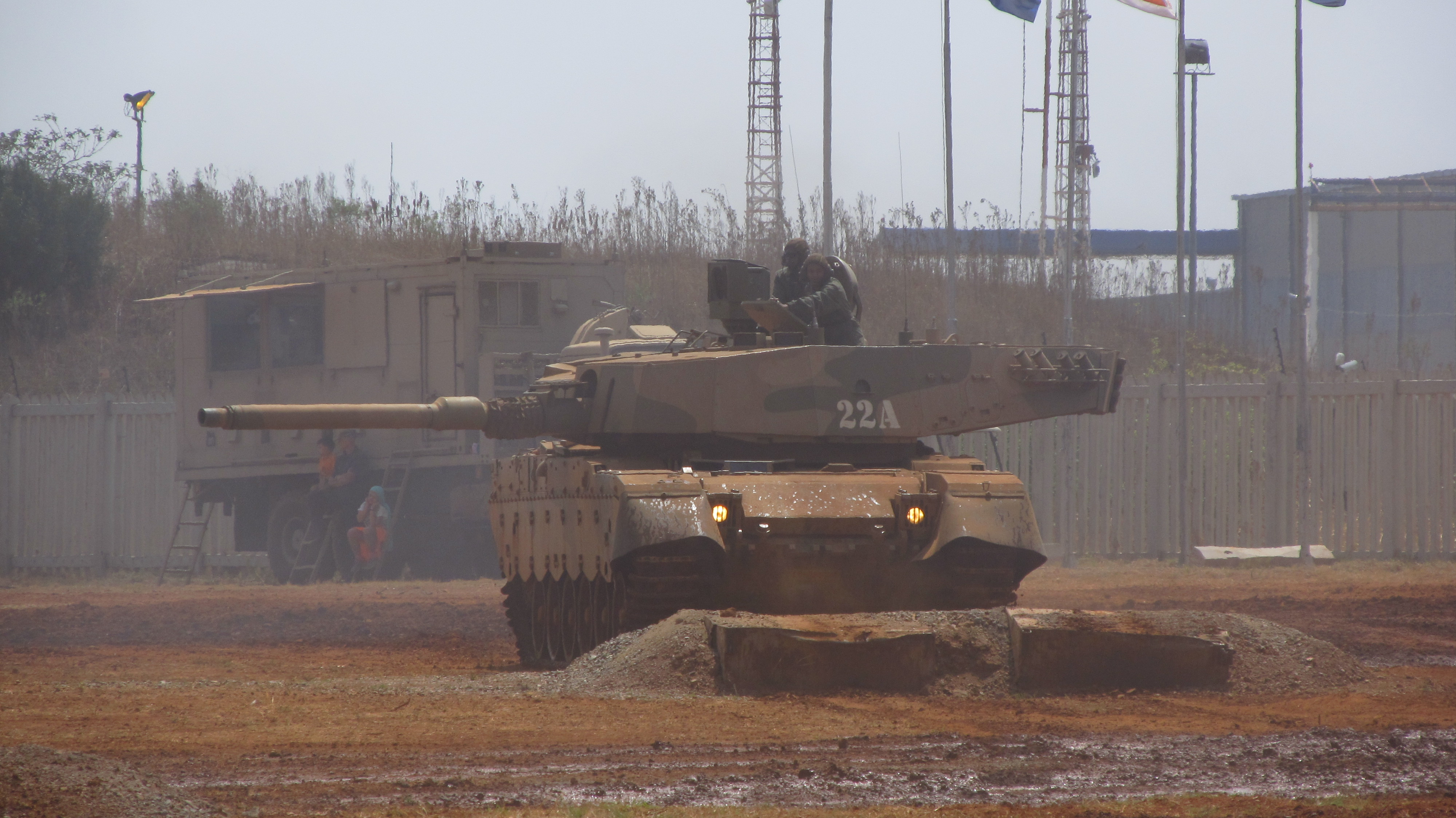
Un tanque Olifant Mk2 del Cuerpo Blindado de Sudáfrica durante la exposición Africa Aerospace Expo 2014.

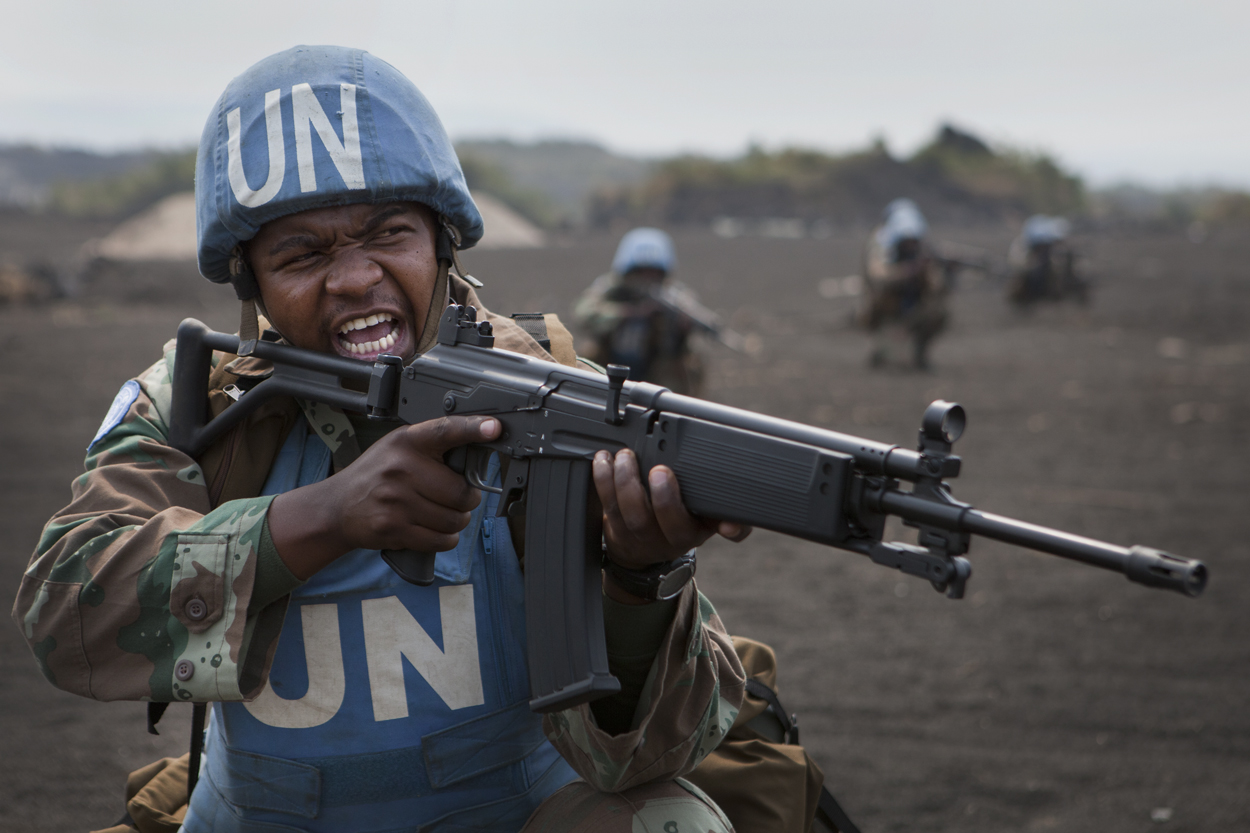
Soldado sudafricano de la Brigada de Intervención de la Fuerza de Naciones Unidas en la República Democrática del Congo.

Durante 2006, el ejército publicó su documento de directrices llamado ARMY VISION 2020, en un nuevo intento de revaluar las estructuras de 1998 que habían demostrado ser deficientes. El ejército planeó regresar a una estructura basada en divisiones, desde la estructura anterior donde simplemente se proporcionaban unidades según las necesidades de las dos brigadas activas. En muchos aspectos, el plan fue un intento de deshacer los efectos del diseño de fuerza inspirado en Deloitte y Touche que entró en vigor en 2001. El nuevo plan era crear dos divisiones y una brigada de operaciones especiales, para llevar a cabo operaciones de montaña, jungla, aerotransportadas y operaciones anfibias. Se habría tenido que llevar a cabo una formación especializada a medida que se dispusiera de fondos. También se iba a crear un regimiento de trabajo para ayudar con el mantenimiento de los edificios e infraestructuras del ejército y las Fuerzas de Defensa. Sin embargo, el plan no se implementó y pareció estancarse hasta la publicación de la Revisión de Defensa de Sudáfrica de 2014. Con la publicación de esa revisión a mediados de 2014, parecía posible que se revitalizara la planificación de 2006. Han surgido preocupaciones en cuanto a las capacidades operativas del ejército, dada la alta proporción del presupuesto del ejército gastado en salarios (alrededor del 80%) y las bajas cantidades presupuestadas para capacidad de capital (5%) y operativa (15%). Además de la gran proporción de oficiales y soldados, la escasez de habilidades críticas, la alta edad promedio del personal de servicio, y la baja proporción de reclutas que son médicamente aptos y están listos para ser desplegados (alrededor del 10% del personal de servicio).

### Operaciones de mantenimiento de la paz
El ejército sudafricano posterior a 1994, ha estado ampliamente involucrado en operaciones de mantenimiento de la paz, bajo el mando de las Naciones Unidas y la Unión Africana, en otros países africanos, como la Misión de Asistencia de las Naciones Unidas en la República de Sudán del Sur (UNMIS) y la Misión de las Naciones Unidas en la República Democrática del Congo (MONUSCO) a pesar de algunos obstáculos y los recortes presupuestarios. Otras operaciones que el gobierno encargó al ejército incluyen la Operación Boleas (Lesoto) y Operación Vimbezela (República Centroafricana). El despliegue en África Central se convirtió rápidamente en una misión de combate y provocó la pérdida de 15 soldados del primer Batallón de Paracaidistas en Bangui. La contribución a la operación Vimbezela, aunque comenzó en 2009, se convirtió en una tarea completamente diferente con el contingente enviado en 2013, la Brigada de Intervención de la Fuerza de las Naciones Unidas, una brigada de intervención de 3000 efectivos, que fue autorizada por el Consejo de Seguridad de las Naciones Unidas, el 28 de marzo de 2013, a través de la Resolución 2098 del Consejo de Seguridad de las Naciones Unidas. Es la primera unidad de mantenimiento de la paz de las Naciones Unidas, a la que se le ha encomendado específicamente la tarea de llevar a cabo las operaciones ofensivas contra los grupos rebeldes armados que operan en la República Democrática del Congo, específicamente aquellos que amenazan la autoridad del Estado congoleño y la seguridad de la población civil. También pueden llevar a cabo su mandato sin la ayuda del Ejército congoleño. La brigada de combate, está formada por tropas de Tanzania, Sudáfrica y Malaui, y ha tenido algunos éxitos contra los grupos rebeldes como el Movimiento 23 de Marzo. La Brigada de Intervención de la Fuerza de las Naciones Unidas, fue reemplazada por la Misión CDAA en la República Democrática del Congo, en 2023.
Tanzania y Malaui han comprometido 2100 soldados para la misión. Sudáfrica ha comprometido 2900 soldados para la misión, de los 38 572 efectivos militares activos en el país. Según los procedimientos operativos estándar del ejército sudafricano, si 2900 soldados sudafricanos están en el teatro de operaciones en combate activo, 2900 entrenando y preparándose para reemplazar al personal en servicio activo, y 2900 están en reposo y recuperación, entonces Sudáfrica ha comprometido al 22% de su personal del ejército en la región.
Todos los países de la Comunidad de Desarrollo de África Austral (CDAA), incluida Sudáfrica, están trabajando para establecer la Brigada de Reserva de la CDAA, como un elemento de la Fuerza Africana de Reserva. Trabajar hacia la creación y fortalecimiento de estas brigadas regionales, debería contribuir a la paz y la seguridad de la región. Los principales desafíos que enfrenta el ejército sudafricano actualmente, son reorientar el diseño de su fuerza militar, equilibrar su presupuesto, integrar a nuevos equipos, para reemplazar a varios sistemas de armas obsoletos, y preparar a las fuerzas de la Fuerza Africana de Reserva, y activar la capacidad africana de respuesta inmediata a las crisis internacionales.

## Equipamiento del Ejército Sudafricano
Actualmente, el Ejército Sudafricano está buscando reemplazos para las flotas de vehículos Mamba APC y Casspir; se planean hasta 3000 APCs y 3000 MRAPs para reemplazar a los 1040 Casspir y los 840 Mamba APC utilizados por el Ejército Sudafricano. Los nuevos vehículos se fabricarán en Sudáfrica.

### Armas de fuego
| Nombre                       | Fotografía               | Origen                   | Tipo                               | Munición                                            | Fabricante                                                                             |
| Pistolas semiautomáticas     | Pistolas semiautomáticas | Pistolas semiautomáticas | Pistolas semiautomáticas           | Pistolas semiautomáticas                            | Pistolas semiautomáticas                                                               |
| ---------------------------- | ------------------------ | ------------------------ | ---------------------------------- | --------------------------------------------------- | -------------------------------------------------------------------------------------- |
| Beretta 92                   |                          | Italia                   | Pistola semiautomática             | 9 × 19 mm Parabellum                                | Beretta                                                                                |
| Vektor SP1                   |                          | Sudáfrica                | Pistola semiautomática             | 9 × 19 mm Parabellum                                | Denel                                                                                  |
| Subfusiles                   |                          |                          |                                    |                                                     |                                                                                        |
| Milkor BXP                   |                          | Sudáfrica                | Subfusil                           | 9 × 19 mm Parabellum                                | Milkor                                                                                 |
| Heckler & Koch MP5           |                          | Alemania                 | Subfusil                           | 9 × 19 mm Parabellum                                | Heckler & Koch                                                                         |
| Fusiles de asalto            |                          |                          |                                    |                                                     |                                                                                        |
| Fusil R4                     |                          | Sudáfrica                | Fusil de asalto                    | 5,56 × 45 mm OTAN                                   | Denel                                                                                  |
| IMI Galil                    |                          | Israel                   | Fusil de asalto                    | 5,56 × 45 mm OTAN                                   | IMI Systems                                                                            |
| Fusiles de combate           |                          |                          |                                    |                                                     |                                                                                        |
| FN FAL                       |                          | Bélgica                  | Fusil de combate                   | 7,62 × 51 mm OTAN                                   | FN Herstal                                                                             |
| Fusiles de francotirador     |                          |                          |                                    |                                                     |                                                                                        |
| Truvelo CMS                  |                          | Sudáfrica                | Fusil de francotirador             | .338 Lapua Magnum12,7 × 99 mm OTAN7,62 × 51 mm OTAN | Truvelo Armoury                                                                        |
| Fusiles antimaterial         |                          |                          |                                    |                                                     |                                                                                        |
| Denel NTW-20                 |                          | Sudáfrica                | Fusil antimaterial                 | MG 151Hispano-Suiza HS.40414,5 × 114 mm             | Denel                                                                                  |
| Escopetas                    |                          |                          |                                    |                                                     |                                                                                        |
| Stoeger SP312                |                          | Estados Unidos           | Escopeta de corredera              | Calibre 12                                          | Stoeger Industries                                                                     |
| Ametralladoras               |                          |                          |                                    |                                                     |                                                                                        |
| Vektor SS-77                 |                          | Sudáfrica                | Ametralladora de propósito general | 7,62 × 51 mm OTAN                                   | Denel                                                                                  |
| FN MAG                       |                          | Bélgica                  | Ametralladora de propósito general | 7,62 × 51 mm OTAN                                   | FN Herstal                                                                             |
| Ametralladora Browning M1919 |                          | Estados Unidos           | Ametralladora media                | .30-06 Springfield                                  | Buffalo Arms CorporationColt's Manufacturing Company General MotorsRock Island Arsenal |
| Browning M2                  |                          | Estados Unidos           | Ametralladora pesada               | 12,7 × 99 mm OTAN                                   | FN HerstalGeneral DynamicsUS OrdnanceOhio Ordnance                                     |
| Lanzagranadas                |                          |                          |                                    |                                                     |                                                                                        |
| Milkor MGL                   |                          | Sudáfrica                | Lanzagranadas                      | Granada de 40 mm                                    | Milkor                                                                                 |
| Denel Y3 AGL                 |                          | Sudáfrica                | Lanzagranadas automático           | Granada de 40 mm                                    | Denel                                                                                  |

### Granadas de mano
| Nombre           | Imagen           | Origen           | Tipo                     | Explosivo        |
| Granadas de mano | Granadas de mano | Granadas de mano | Granadas de mano         | Granadas de mano |
| ---------------- | ---------------- | ---------------- | ------------------------ | ---------------- |
| Granada M61      |                  | Estados Unidos   | Granada de fragmentación | RDXTNT           |

### Armas antitanque
| Nombre                          | Fotografía            | Origen                | Tipo                          | Calibre               | Fabricante            |
| Cañones sin retroceso           | Cañones sin retroceso | Cañones sin retroceso | Cañones sin retroceso         | Cañones sin retroceso | Cañones sin retroceso |
| ------------------------------- | --------------------- | --------------------- | ----------------------------- | --------------------- | --------------------- |
| AT4                             |                       | Suecia                | Cañón sin retroceso           | 84 mm                 | Saab Bofors Dynamics  |
| Carl Gustav                     |                       | Suecia                | Cañón sin retroceso           | 84 mm                 | Saab Bofors Dynamics  |
| M40                             |                       | Estados Unidos        | Cañón sin retroceso           | 105 mm                | Watervliet Arsenal    |
| Granadas propulsadas por cohete |                       |                       |                               |                       |                       |
| RPG-7                           |                       | Rusia                 | Granada propulsada por cohete | 40 mm                 | Bazalt                |

### Misiles antitanque guiados
| Nombre                     | Fotografía                 | Origen                     | Tipo                       | Sistema de guiado            | Fabricante                 |
| Misiles antitanque guiados | Misiles antitanque guiados | Misiles antitanque guiados | Misiles antitanque guiados | Misiles antitanque guiados   | Misiles antitanque guiados |
| -------------------------- | -------------------------- | -------------------------- | -------------------------- | ---------------------------- | -------------------------- |
| MILAN ER                   |                            | Unión Europea              | Misil antitanque           | Misil guiado por cableSACLOS | MBDA                       |
| ZT3 Ingwe                  |                            | Sudáfrica                  | Misil antitanque           | Misil guiado por láserLOSBR  | Denel Dynamics             |

### Vehículos
| Nombre                                                          | Imagen    | Origen    | Tipo                  | Fabricante                      |
| Autobuses                                                       | Autobuses | Autobuses | Autobuses             | Autobuses                       |
| --------------------------------------------------------------- | --------- | --------- | --------------------- | ------------------------------- |
| Scania Busco                                                    |           | Suecia    | Autobús               | Scania                          |
| Camiones militares                                              |           |           |                       |                                 |
| SAMIL 20                                                        |           | Sudáfrica | Camión militar        | Armscor                         |
| SAMIL 50                                                        |           | Sudáfrica | Camión militar        | Armscor                         |
| SAMIL 100                                                       |           | Sudáfrica | Camión militar        | Armscor                         |
| Iveco Trakker                                                   |           | Italia    | Camión militar        | Iveco                           |
| Kynos Aljaba                                                    |           | España    | Camión militar        | Kynos                           |
| MAN KAT1 8x8                                                    |           | Alemania  | Camión militar        | MAN SE                          |
| Camionetas                                                      |           |           |                       |                                 |
| Toyota Dyna                                                     |           | Japón     | Camioneta             | Toyota                          |
| Transportes blindados de personal                               |           |           |                       |                                 |
| Mamba APC                                                       |           | Sudáfrica | TBP                   | Land Systems OMC                |
| MAX 3                                                           |           | Sudáfrica | TBP                   | SVI Engineering                 |
| Vehículos anfibios                                              |           |           |                       |                                 |
| Gecko ATV 8x8                                                   |           | Sudáfrica | Vehículo anfibio      | Land Mobility Technologies      |
| Vehículos de desminado                                          |           |           |                       |                                 |
| Husky VMMD                                                      |           | Sudáfrica | Vehículo de desminado | DCD-Dorbyl                      |
| Vehículos protegidos resistentes a las minas y a las emboscadas |           |           |                       |                                 |
| Casspir                                                         |           | Sudáfrica | VPRME                 | Henred FruehaufLand Systems OMC |
| RG-31 Nyala                                                     |           | Sudáfrica | VPRME                 | Land Systems OMC                |
| Vehículos todoterreno                                           |           |           |                       |                                 |
| Toyota Land Cruiser                                             |           | Japón     | Vehículo todoterreno  | Toyota                          |

### Vehículos de combate
| Nombre                              | Imagen            | Origen            | Tipo                                | Armamento principal          | Fabricante         |
| Carros de combate                   | Carros de combate | Carros de combate | Carros de combate                   | Carros de combate            | Carros de combate  |
| ----------------------------------- | ----------------- | ----------------- | ----------------------------------- | ---------------------------- | ------------------ |
| Olifant Mk 2                        |                   | Sudáfrica         | Carro de combate principal          | Cañón de tanque de 105 mm    | Land Systems OMC   |
| Cazacarros                          |                   |                   |                                     |                              |                    |
| Rooikat                             |                   | Sudáfrica         | Cazacarros                          | Cañón de 76 mm               | Land Systems OMC   |
| Ratel-ZT3                           |                   | Sudáfrica         | Cazacarros                          | Misiles antitanque ZT3 Ingwe | Land Systems OMC   |
| Vehículo de reconocimiento blindado |                   |                   |                                     |                              |                    |
| Ratel-90                            |                   | Sudáfrica         | Vehículo de reconocimiento blindado | Cañón de 90 mm               | Land Systems OMC   |
| Vehículos de combate de infantería  |                   |                   |                                     |                              |                    |
| Badger IFV                          |                   | Sudáfrica         | Vehículo de combate de infantería   | Cañón automático de 30 mm    | Denel Land Systems |
| Ratel IFV-25                        |                   | Sudáfrica         | Vehículo de combate de infantería   | Cañón automático de 25 mm    | Land Systems OMC   |

### Artillería
| Nombre                    | Imagen               | Origen               | Tipo                      | Calibre              | Fabricante           |
| Artillería remolcada      | Artillería remolcada | Artillería remolcada | Artillería remolcada      | Artillería remolcada | Artillería remolcada |
| ------------------------- | -------------------- | -------------------- | ------------------------- | -------------------- | -------------------- |
| Obús Denel G5             |                      | Sudáfrica            | Obús remolcado            | 155 mm               | Denel Land Systems   |
| Soltam M-71               |                      | Israel               | Obús remolcado            | 155 mm               | Soltam Systems       |
| Ordnance QF 25-pounder    |                      | Reino Unido          | Obús remolcado            | 87.63 mm             | Royal Ordnance       |
| Artillería autopropulsada |                      |                      |                           |                      |                      |
| Denel T5                  |                      | Sudáfrica            | Artillería autopropulsada | 155 mm               | Denel Land Systems   |
| Obús autopropulsado G6    |                      | Sudáfrica            | Artillería autopropulsada | 155 mm               | Denel Land Systems   |
| Ratel-60                  |                      | Sudáfrica            | Portamortero              | 60 mm                | Land Systems OMC     |
| Artillería de cohetes     |                      |                      |                           |                      |                      |
| Valkiri                   |                      | Sudáfrica            | Lanzacohetes múltiple     | 127 mm               | Armscor              |
| Bateleur FV2              |                      | Sudáfrica            | Lanzacohetes múltiple     | 127 mm               | Armscor              |
| Morteros                  |                      |                      |                           |                      |                      |
| Soltam M-65               |                      | Israel               | Mortero                   | 120 mm               | Soltam Systems       |
| Vektor M3                 |                      | Sudáfrica            | Mortero                   | 81 mm                | Denel Land Systems   |

### Artillería antiaérea
| Nombre    | Imagen | Origen         | Tipo                 | Calibre | Fabricante                    |
| --------- | ------ | -------------- | -------------------- | ------- | ----------------------------- |
| Skyshield |        | Suiza Alemania | Artillería antiaérea | 35 mm   | Oerlikon ContravesRheinmetall |
| ZU-23-2   |        | Rusia          | Artillería antiaérea | 23 mm   | KBP Instrument Design Bureau  |

### Misiles superficie-aire
| Nombre                  | Imagen                  | Origen                  | Tipo                                     | Sistema de guiado                        | Sistema de lanzamiento          | Fabricante              |
| Misiles superficie-aire | Misiles superficie-aire | Misiles superficie-aire | Misiles superficie-aire                  | Misiles superficie-aire                  | Misiles superficie-aire         | Misiles superficie-aire |
| ----------------------- | ----------------------- | ----------------------- | ---------------------------------------- | ---------------------------------------- | ------------------------------- | ----------------------- |
| Umkhonto                |                         | Sudáfrica               | Misil superficie-aireMisil antibalístico | Búsqueda por infrarrojosDispara y olvida | Sistema de lanzamiento vertical | Denel Dynamics          |
| Starstreak              |                         | Reino Unido             | Misil superficie-aire                    | Misil guiado por láserSACLOS             | MANPADS                         | Thales Air Defence      |

### Radares y sistemas de control de tiro
| Nombre                                | Imagen                                | Origen                                | Tipo                                  | Fabricante                            |
| Radares y sistemas de control de tiro | Radares y sistemas de control de tiro | Radares y sistemas de control de tiro | Radares y sistemas de control de tiro | Radares y sistemas de control de tiro |
| ------------------------------------- | ------------------------------------- | ------------------------------------- | ------------------------------------- | ------------------------------------- |
| ESR220 Thutlwa                        |                                       | Sudáfrica                             | RadarSistema de control de tiro       | Reutech Radar Systems                 |
| Skyguard                              |                                       | Suiza                                 | RadarSistema de control de tiro       | Oerlikon Contraves                    |
| Thales Squire                         |                                       | Francia                               | Radar                                 | Thales Group                          |

### Vehículos aéreos no tripulados (VANT)
| Nombre      | Imagen | Origen    | Tipo   | Misión                                        | Fabricante      |
| Drones      | Drones | Drones    | Drones | Drones                                        | Drones          |
| ----------- | ------ | --------- | ------ | --------------------------------------------- | --------------- |
| ATE Vulture |        | Sudáfrica | VANT   | Localización de objetivosReconocimiento aéreo | Paramount Group |
| Seeker 400  |        | Sudáfrica | VANT   | Localización de objetivosReconocimiento aéreo | Denel Dynamics  |

### Sistemas de visión térmica
| Nombre         | Imagen         | Origen         | Tipo           | Fabricante     |
| Visión térmica | Visión térmica | Visión térmica | Visión térmica | Visión térmica |
| -------------- | -------------- | -------------- | -------------- | -------------- |
| Thales Sophie  |                | Francia        | Cámara térmica | Thales Group   |

## Fuerza Aérea Sudafricana

Escarapela aeronáutica de la FAS entre 1927 y 1947.

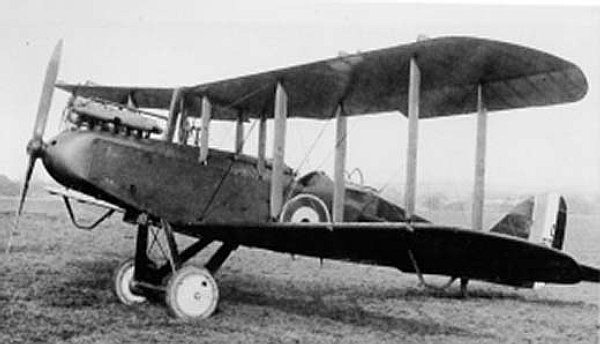
De Havilland / Airco DH.9: 49 aviones como estos fueron donados al Dominio de Sudáfrica, como parte de la donación imperial.

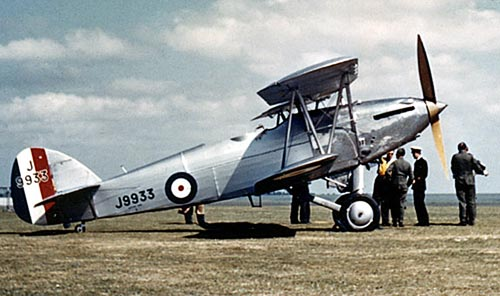
El Hawker Hartebeest: Uno de los aviones de combate más comunes de la FAS al inicio de la Segunda Guerra Mundial.

La Fuerza Aérea Sudafricana (en inglés: South African Air Force) (SAAF) es la fuerza aérea de la República de Sudáfrica. Es la segunda fuerza aérea independiente más antigua del Mundo, y su lema es: "Per aspera ad astra" (en español: "A través de la adversidad a las estrellas"). También es usado el eslogan oficial: "Through diversity to airpower excellence" (en español: "A través de la diversidad a la excelencia del poder aéreo").

### Museo de la Fuerza Aérea Sudafricana
El Museo de la Fuerza Aérea Sudafricana, alberga, exhibe y restaura material relacionado con la historia de la Fuerza Aérea Sudafricana. El museo se distribuye en tres ubicaciones; AFB Swartkop en las afueras de Pretoria, AFB Ysterplaat en Ciudad del Cabo, y en el aeropuerto de Puerto Elizabeth. Swartkop es el más grande de los tres museos, ocupa al menos cinco hangares y contiene varios Atlas Cheetahs, así como un simulador de vuelo.

### Monumento conmemorativo de la Fuerza Aérea Sudafricana
El Monumento conmemorativo de la Fuerza Aérea de Sudáfrica, es un monumento dedicado a los miembros de la Fuerza Aérea de Sudáfrica (FAS) que murieron mientras estaban en servicio del Cuerpo Aéreo de Sudáfrica (CAS) y su sucesora, la Fuerza Aérea de Sudáfrica, desde 1915 hasta el presente tanto en tiempos de guerra como en tiempos de paz. El monumento está ubicado en Bays Hill, en Swartkop, en las afueras de Pretoria, y es visible desde la Base de la Fuerza Aérea de Swartkop, la primera base de la fuerza aérea sudafricana (FAS). Aquí se celebra tradicionalmente un servicio conmemorativo anual en mayo. El monumento fue inaugurado el 1 de septiembre de 1963 por el presidente del Estado de Sudáfrica, Charles Robberts Swart. A la ceremonia de inauguración asistieron unas 5000 personas.

### Silver Falcons

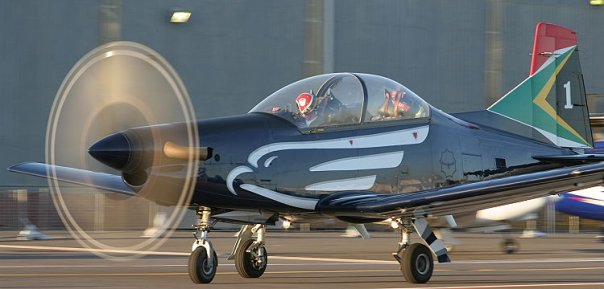
Pilatus PC-7 de los Silver Falcons.

Los Silver Falcons (en español: «Halcones plateados») son un equipo de vuelo acrobático de la Fuerza Aérea Sudafricana, equipado con aviones de entrenamiento turbohélice Pilatus PC-7. Durante la inauguración de la Copa Mundial de Fútbol de 2010 que se celebró en Sudáfrica, los Silver Falcons realizaron una exhibición de vuelo sobre el estadio Soccer City ubicado en Johannesburgo, que pudo verse por televisión en todo el Mundo.

## Historia de la Fuerza Aérea Sudafricana

### Inicios

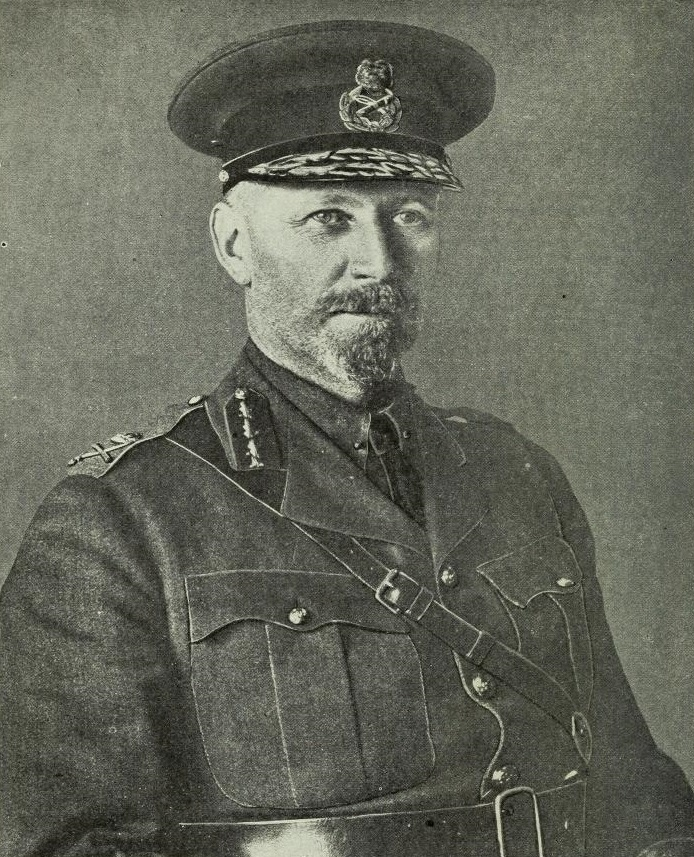
El Mariscal de campo Jan Smuts, sirvió como Primer ministro de la Unión Sudafricana en dos períodos diferentes, de 1919 a 1924, y de 1939 a 1948.

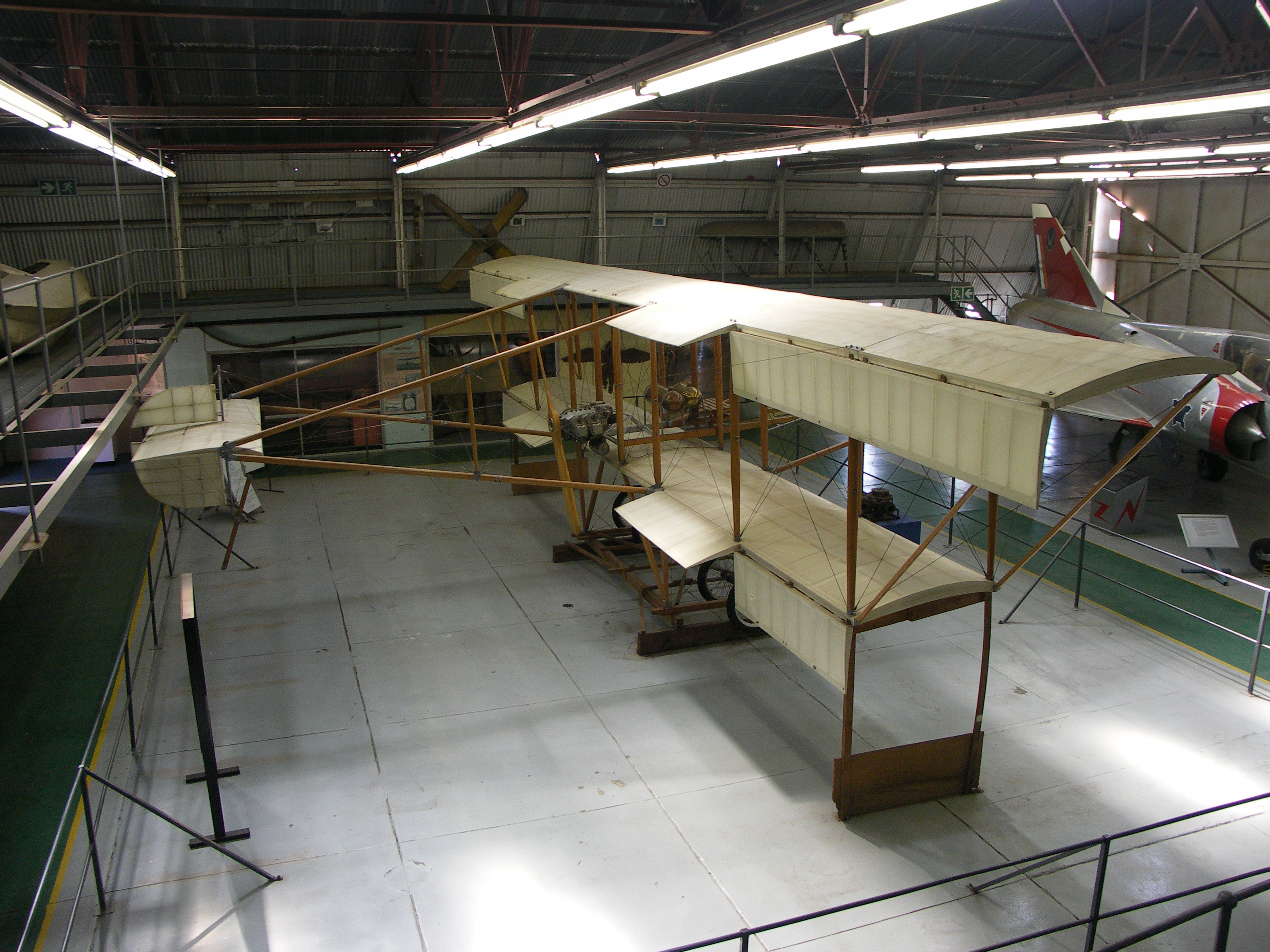
Réplica del biplano Patterson n.º 2 en el Museo de la Fuerza Aérea de Sudáfrica.

Se cree que el primer vuelo en planeador en Sudáfrica lo realizó alrededor de 1875 John Goodman Household, en un planeador primitivo en Howick, en la Provincia de KwaZulu-Natal. El primer vuelo propulsado se atribuye al aviador francés Albert Kimmerling, el 28 de diciembre de 1909, en East London, en la Provincia del Cabo Oriental, pilotando un biplano Voisin 1907. En junio de 1911, el sudafricano John Weston voló un avión Weston-Farman durante 8 minutos y medio, un tiempo récord para un vuelo sostenido. Las demostraciones de vuelo de Weston siguieron hasta bien entrado 1912 en muchos lugares. En diciembre de 1911, dos aviadores visitantes, Cecil Compton Patterson, que volaba un biplano Patterson n.º 2, y Evelyn Driver, que pilotaba un biplano Bleriot, comenzaron a realizar vuelos de demostración en El Cabo, y despertaron un importante interés público y gubernamental por las posibilidades de los vuelos propulsados en Sudáfrica. Impulsado por las demostraciones de vuelo de Patterson y Driver, el Mariscal de campo Jan Smuts (ministro de Defensa) envió al general de brigada C.F. Beyers (Comandante General de la Fuerza Ciudadana) a Europa, para observar las maniobras militares de 1912, celebradas en: Suiza, Alemania, Francia y el Reino Unido, y para informar sobre la viabilidad del uso de aviones en operaciones militares. La respuesta de Beyers fue extremadamente favorable y alentadora al establecimiento de un cuerpo aéreo, particularmente con fines de exploración aérea.
El origen de la Fuerza Aérea Sudafricana se remonta a 1912, cuando se formó la Fuerza de Defensa de la Unión Sudafricana. En ese mismo año, se estableció la primera escuela de vuelo en Sudáfrica, en Kimberley, usando un biplano Compton-Paterson. Esta formación incluía el Cuerpo de Aviación Sudafricano (CAS), que se formó como parte de la Fuerza Ciudadana Activa.
En 1912, la Fuerza de Defensa de la Unión estableció una escuela de vuelo en Alexandersfontein en Kimberley, conocida como Paterson's Aviation Syndicate School of Flying, para capacitar a los pilotos para el futuro cuerpo de aviación sudafricano. El entrenamiento de vuelo básico, comenzó en 1913 con diez estudiantes, utilizando un biplano Compton-Paterson, y seis de los estudiantes que completaron el entrenamiento básico, fueron enviados a la Escuela Central de Vuelo de la RAF en Upavon, en Gran Bretaña, para recibir capacitación adicional. El teniente Kenneth van der Spuy, aprobó su examen final el 2 de junio de 1914 y obtuvo el certificado del Royal Aero Club, convirtiéndose en el primer piloto militar calificado de Sudáfrica. Los demás aprobaron unos días más tarde, y cinco de ellos finalmente se clasificaron. La Fuerza de Defensa de la Unión, otorgó permiso para que estos aviadores fueran adscritos al Real Cuerpo Aéreo.

### Primera Guerra Mundial

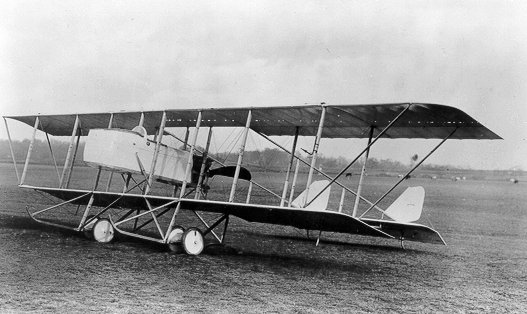
Avión Farman comprado en Francia en 1914.

La Primera Guerra Mundial estalló en agosto de 1914 y un mes después las tropas sudafricanas invadieron el África del Sudoeste alemana. Al principio de la campaña alemana en África Occidental, las Fuerzas de Defensa de la Unión se habían dado cuenta de la necesidad de apoyo aéreo; habían visto con frecuencia aviones de reconocimiento alemanes sobre sus columnas en avance y, más tarde, habían sido ametrallados por aviones alemanes. Esto enfatizó la urgencia de la necesidad del cuerpo aéreo largamente discutido y provocó el establecimiento del Cuerpo de Aviación de Sudáfrica (CAS) el 29 de enero de 1915. Aunque el CAS se había establecido formalmente, la falta de aviones llevó a Sir Abe Bailey a encabezar una delegación en un intento de adquirir aviones y pilotos estadounidenses para el cuerpo aéreo. Los aviones Wright de doble ala inicialmente destinados a la compra resultaron inadecuados después de haber sido probados en Gran Bretaña; los aviones británicos también (al ser de madera) se consideraron inadecuados para las condiciones cálidas y secas del África occidental alemana. Finalmente se decidió comprar 12 aviones franceses Henri Farman HF.27, equipados con una estructura tubular de acero y propulsados por motores radiales Canton-Unné. El capitán Wallace, del Real Cuerpo Aéreo, supervisó la compra de los aviones en Francia, mientras que los tenientes Turner y Emmett fueron llamados para coordinar la construcción de un aeródromo ubicado en Walvis Bay y prepararon el reclutamiento militar de 75 posibles pilotos. Debido a la falta de tubos de acero en Francia, la entrega de los Henri Farman se retrasó, y el gobierno británico ofreció cuatro B.E.2c, como aviones provisionales, y también proporcionó a tres pilotos del Real Cuerpo Aéreo. Finalmente, sólo se entregaron dos B.E.2c, y seis Henri Farman, el último avión llegó a la Unión Sudafricana, el 15 de mayo de 1915. Además, el CAS recibió dos monoplanos Jeannin Taube que habían sido capturados mientras se dirigían al África Occidental Alemana por las fuerzas británicas en Duala, en Camerún. Aunque no estaban en condiciones de volar, estos dos aviones fueron incorporados al servicio del CAS, para entrenamiento en tierra en el Drill Hall de Ciudad del Cabo, poco después de su llegada en febrero de 1915. En junio de 1915, el CAS, comandado por el mayor Gerard Wallace, fue desplegado en su primer aeródromo operativo en Karibib, en el África occidental alemana. Las operaciones fueron en apoyo de las fuerzas terrestres sudafricanas del General Botha, realizando misiones de reconocimiento aéreo y lanzamiento de folletos desde Karibib, y más tarde desde Omaruru, Namibia, donde se agregaron misiones de bombardeo aéreo improvisadas, cuando los pilotos comenzaron a lanzar granadas de mano y bombas rudimentarias hechas a mano. El 9 de julio de 1915, las fuerzas alemanas capitularon y la mayoría de los pilotos y aviones del CAS, fueron enviados a Gran Bretaña en apoyo al esfuerzo bélico de la Mancomunidad de Naciones (la Commonwealth).
En el África Oriental Alemana, aunque el CAS permaneció activo, sus actividades se limitaron al entrenamiento en tierra en el Drill Hall de Ciudad del Cabo, utilizando dos Jeannin Taubes y dos B.E.2 averiados (y ahora ya no aptos para volar), mientras que los pilotos que habían sido destacados del Real Cuerpo Aéreo (RCA), se agruparon para formar el Escuadrón n.º 26 RFC en Netharavon, convirtiéndose en un escuadrón independiente el 8 de octubre de 1915. El Escuadrón n.º 26 estaba equipado con los ex-CAS Henri Farman F-27, utilizados en el África occidental alemana, y los B.E.2c del RCA. Poco después de entrar en funcionamiento, el escuadrón fue enviado a Kenia en apoyo del esfuerzo bélico en el África Oriental Alemana, y aterrizó en Mombasa el 31 de enero de 1916. Los ocho aviones fueron enviados en cajas de madera y fueron reensamblados en Mombasa, y trasladados a un aeródromo avanzado, preparado dentro de África Oriental Alemana, en Mbuyuni, en la Región de Songwe, en Tanzania, con los pilotos sudafricanos y británicos del Escuadrón 26 (ahora conocido como "El Escuadrón de Sudáfrica") alojados en tiendas de campaña, cerca de sus aviones. El escuadrón voló en misiones de reconocimiento militar y observación, durante toda la campaña, hasta febrero de 1918. El escuadrón fue devuelto al Reino Unido, a través de Ciudad del Cabo, y llegó al campamento de Blandford, el 8 de julio de 1918 y se disolvió el mismo día. Mientras el CAS participaba en el África sudoccidental alemana, y el escuadrón 26 del Real Cuerpo Aéreo, servía en el África oriental alemana, muchos sudafricanos viajaron al Reino Unido para alistarse en el Real Cuerpo Aéreo (RCA). El número de sudafricanos en el RCA, finalmente llegó a aproximadamente 3.000 hombres, y el RCA sufrió 260 muertes en servicio activo. 
Los aviadores sudafricanos participaron en misiones de reconocimiento aéreo y observación de artillería sobre el frente del Somme, durante la Gran Guerra. 46 pilotos se convirtieron en ases de los cazas, al derribar a cinco o más aviones enemigos, siendo el más exitoso de ellos, Andrew Beauchamp-Proctor, el cuarto as más exitoso del Imperio Británico con 54 victorias.

### Guerra civil rusa

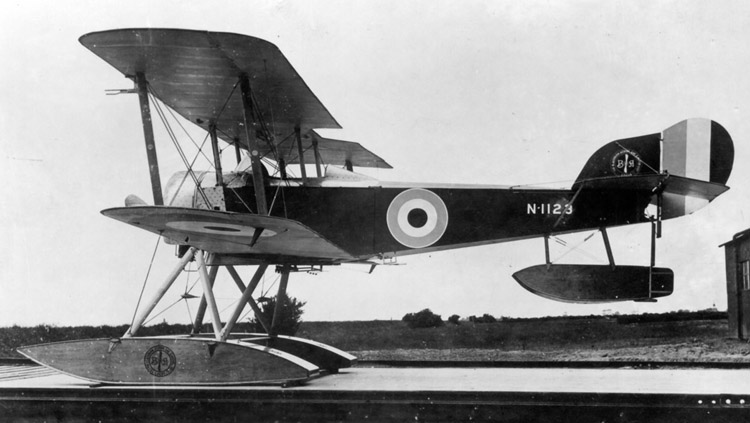
Hidroavión Sopwith Baby.

Varios pilotos sudafricanos participaron en la guerra civil rusa. La Fuerza Expedicionaria del Norte de Rusia, tenía un destacamento del Real Cuerpo Aéreo (RCA) y del Real Servicio Aéreo Naval (RSAN), la fuerza expedicionaria desembarcó en Múrmansk, Rusia, en junio de 1918, y llegaron más refuerzos en 1919. La Real Fuerza Aérea (RAF) envió un contingente formado por bombarderos Airco DH.4, hidroaviones Fairey Campania y Sopwith Baby, y un avión de caza biplano Sopwith Camel. El escuadrón número 47 de la Real Fuerza Aérea (RAF), fue comandado por el capitán sudafricano Sam Kinkead, varios pilotos sudafricanos volaron con el escuadrón, entre ellos el piloto Kenneth van der Spuy, que se convertiría en el director general de los Servicios Técnicos de las Fuerzas de Defensa de la Unión, entre los años 1940 y 1945, así como Pierre van Ryneveld, que se convertiría en el Jefe del Estado Mayor Conjunto de las Fuerzas de Defensa de la Unión Sudafricana, durante la Segunda Guerra Mundial.

### Años 1920
La Fuerza Aérea Sudafricana (FAS) es la rama de guerra aérea de la Fuerza de Defensa Nacional de Sudáfrica, con sede en Pretoria. La Fuerza Aérea Sudafricana se estableció el 1 de febrero de 1920. Al concluir la Primera Guerra Mundial, el gobierno británico donó aviones excedentes, repuestos y equipo suficiente para proporcionar el núcleo de una fuerza aérea incipiente a cada uno de sus dominios. Como parte de esta donación, que más tarde se conocería como el Regalo Imperial, Sudáfrica recibió un total de 113 aviones tanto del Gobierno británico (100 aviones) como de otras fuentes (13 aviones). En total se entregaron: 30 Avro 504, 22 Royal Aircraft Factory S.E.5, 49 De Havilland DH.9 (uno de los cuales fue donado por la ciudad de Birmingham), 10 De Havilland DH.4 (donados por el Club de Ultramar de Londres) y 2 Royal Aircraft Factory B.E.2. El primer lote de aviones fue entregado al Depósito de Aeronaves y Artillería de Robert's Heights (Thaba Tshwane), ubicado en Pretoria, en septiembre de 1919, y el 1 de febrero de 1920, se estableció la Fuerza Aérea Sudafricana, con el Coronel Pierre van Ryneveld como Director de los Servicios Aéreos. No todos los aviones recibidos por la FAS se ensamblaron inmediatamente y dos de los Avro 504 se vendieron a la Compañía de Transporte Aéreo Sudafricana. Los aviones ensamblados se trasladaron a Swartkops, en la Provincia del Cabo Oriental, un lugar a tres kilómetros al este de Robert's Heights, una granja que había sido convertida en un aeródromo de la fuerza aérea. La escuadrilla número 1 se estableció el 26 de abril de 1921, estaba comandada por el teniente J. Holthouse, y se le unió una segunda escuadrilla en 1922, formando estas dos escuadrillas el 1.er Escuadrón, el primer escuadrón de la Fuerza Aérea de Sudáfrica, equipado con aeronaves Airco DH.9, Avro 504 y Royal Aircraft Factory S.E.5. En diciembre de 1920, se añadió por primera vez a los aviones la insignia nacional sudafricana, se añadió un círculo naranja, verde, rojo y azul a un Avro 504 con fines de prueba, pero se consideró que los colores no eran los adecuados, y estos fueron reemplazados por un círculo verde, rojo, limón, amarillo y azul en diciembre de 1921, estos colores permanecieron hasta 1927, cuando fueron reemplazados a su vez por un círculo naranja, blanco y azul. El primer despliegue operativo de la recién formada Fuerza Aérea Sudafricana fue para sofocar la disidencia interna. En 1922 tuvo lugar una huelga de mineros en las minas de oro de Witwatersrand, en la Provincia de Gauteng, cuya capital provincial es Johannesburgo, la protesta se volvió violenta, y dio lugar a la Rebelión del Rand, ello condujo a la declaración de la ley marcial. El 1.er Escuadrón, fue llamado para realizar misiones de reconocimiento y bombardear las posiciones de los mineros huelguistas. Las incursiones en apoyo de la policía ascendieron a 127 horas de vuelo entre el 10 y el 15 de marzo, y este comienzo desfavorable para la FAS provocó la pérdida de dos pilotos, dos heridos en combate (WIA) y dos aviones perdidos por fuego terrestre. La FAS fue nuevamente desplegada para reprimir una rebelión de los Bondelswarts, una tribu que formaba parte del pueblo Nama, en Karasburg, en Namibia, entre el 29 de mayo y el 3 de julio de 1922. El Avro Avian fue un avión ligero británico diseñado y construido por la compañía Avro en las décadas de 1920 y 1930. La Fuerza Aérea Sudafricana compró algunos aviones Avro Avian.

### Años 1930
La Gran Depresión de 1929-1933, había llevado a reducciones forzadas en el gasto de defensa, y el ejército sudafricano había recibido una financiación mínima, lo que provocó una reducción de personal, instalaciones y recursos. La recuperación económica se hizo visible en 1933, y provocó un aumento de la demanda de oro, que dio lugar a su vez a un crecimiento significativo de la economía de la Unión. En 1934 se anunció un plan de expansión, por el cual las Fuerzas de Defensa de la Unión (FDU) recibirían una mayor financiación y se ampliarían notablemente.

### Segunda Guerra Mundial
La Fuerza Aérea Sudafricana, estuvo en servicio en la Segunda Guerra Mundial. Al estallar la Segunda Guerra Mundial, Sudáfrica no tenía buques de guerra y la primera prioridad de la FDU era garantizar la seguridad de las aguas costeras sudafricanas, así como de la estratégicamente importante ruta marítima del Cabo. Para las operaciones de patrulla marítima, la FAS se hizo cargo de los 29 aviones de pasajeros de South African Airways: 18 Junkers Ju 86 para patrullas marítimas y 11 Junkers Ju 52 como aeronaves de transporte. Las patrullas marítimas de la FAS comenzaron el 21 de septiembre de 1939 con el Escuadrón 16 volando tres Ju-86Z desde Walvis Bay, la fuerza aérea se había establecido y constaba de los escuadrones 6, 10, 22, 23, 25, 27 y 29. Al final de la Segunda Guerra Mundial, en agosto de 1945, los aviones de la FAS (junto con aviones británicos y holandeses estacionados en Sudáfrica) habían interceptado a 17 barcos enemigos, habían ayudado a rescatar a 437 supervivientes de barcos hundidos, habían atacado a 26 submarinos enemigos que operaban alrededor de la costa sudafricana y realizaron 15.000 salidas de patrulla costera.

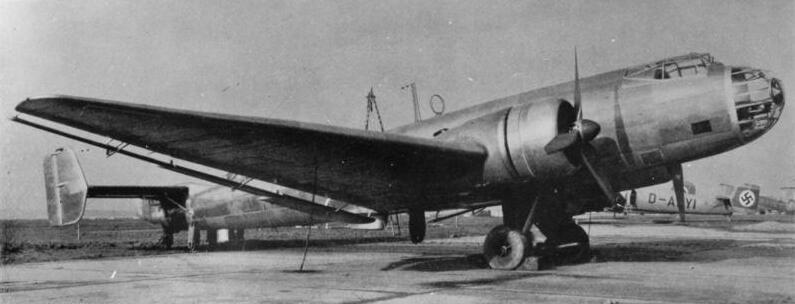
El avión Ju-86, fue utilizado como bombardero en África Oriental por la FAS, durante la Segunda Guerra Mundial.

En diciembre de 1939, el Duque de Aosta había enviado un informe al Duce Benito Mussolini, registrando el estado de falta crónica de preparación de las fuerzas aliadas en el África Oriental. El colapso de Francia en 1940, había llevado a Mussolini a unirse a la guerra del lado de las Potencias del Eje, y como resultado, elementos de la fuerza aérea italiana, la Regia Aeronautica, fueron trasladados a posiciones avanzadas situadas en la Abisinia ocupada, para montar ataques aéreos contra las fuerzas aliadas, antes de que estas pudieran ser reforzadas. Estos despliegues provocaron la acción aliada, y el 13 de mayo de 1940, los pilotos del 1.er Escuadrón fueron enviados a El Cairo, Egipto, para recibir 18 aviones Gloster Gladiator y llevarlos al sur, a Kenia, para llevar a cabo diversas operaciones en el África Oriental. El 11.º Escuadrón equipado con aviones Hawker Hartebeest, estaba en Nairobi el 19 de mayo de 1940, a este escuadrón, se unieron los Junkers Ju 86 del 12.º Escuadrón, el 22 de mayo de 1940. La Italia fascista declaró la guerra el 10 de junio de 1940, y al día siguiente, los Junkers Ju-86 del 12.º Escuadrón, lideraron el primer ataque aéreo de la FAS en la Segunda Guerra Mundial. Durante la campaña, numerosos aviones de la SAF participaron en combates aéreos con la Regia Aeronautica italiana, y brindaron apoyo aéreo cercano a las fuerzas sudafricanas y aliadas en la guerra terrestre. En diciembre de 1940, 10 escuadrones de la FAS realizaron más de 34 vuelos, con un total de 94 aviones, que estaban operativos en el África Oriental, de los escuadrones (1, 2, 3, 11, 12, 14, 40, 41, 50 y 60). Durante la campaña africana, la FAS formó a una escuadrilla de apoyo aéreo cercano, que constaba de cuatro aeronaves Gloster Gladiator y cuatro Hawker Hartebeest, con un comandante de la fuerza aérea autónomo, que operaba junto con las fuerzas terrestres. Este fue el precursor de la técnica de la fuerza aérea táctica, que se utilizó ampliamente para brindar apoyo aéreo cercano, durante los años 1943 y 1945. El último combate aéreo, tuvo lugar el 29 de octubre, y las fuerzas italianas, se rindieron el 27 de noviembre de 1940, tras lo cual se mantuvo una presencia reducida de la FAS en el África Oriental, con fines de patrulla costera, hasta mayo de 1943.

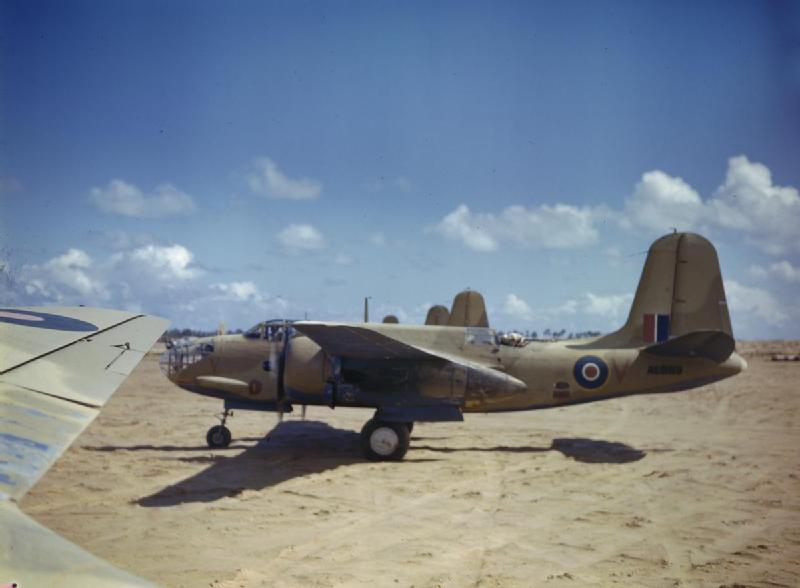
Douglas Boston del 24 Escuadrón de la FAS en Zuara, Tripolitania, Libia, 1943.

Los escuadrones de cazas, bombarderos y reconocimiento de la FAS, desempeñaron un papel clave en las campañas del desierto occidental y del norte de África de 1941 a 1943. Una hazaña memorable fueron los bombarderos Douglas A-20 Havoc de la FAS, de los escuadrones 12 y 24, que lanzaron cientos de toneladas de bombas sobre el Deutsches Afrika Korps del Mariscal de campo Erwin Rommel, mientras estaba empujando al Octavo Ejército británico, de regreso a Egipto, durante la Batalla de Gazala, a principios de 1942. Los bombarderos de la FAS, también desempeñaron un papel decisivo en el acoso continuo a las fuerzas alemanas que se retiraban hacia la frontera tunecina después de la Segunda Batalla de El Alamein, mientras que los cazas sudafricanos del Ala 223 contribuyeron a que la Fuerza Aérea del Desierto lograse la superioridad aérea sobre las fuerzas aéreas del Eje, a principios de 1942. Entre abril de 1941 y mayo de 1943, los 11 escuadrones de la FAS realizaron 33 991 incursiones y destruyeron 342 aviones enemigos. Sin embargo, las condiciones no eran ideales, y en ocasiones los pilotos y la tripulación tuvieron que operar en condiciones críticas. Con frecuencia, los pilotos eran enviados a su casa en la Unión Sudafricana, después de adquirir experiencia y no regresaban durante muchos meses, después de lo cual las condiciones en el desierto habían cambiado significativamente y se les exigía que recuperaran experiencia en diferentes aviones, diferentes tácticas y operaciones desde diferentes bases. Hubo casos en los que pilotos de combate experimentados fueron enviados de regreso al Desierto Occidental como pilotos de bombarderos para su segunda gira, lo que agravó la falta de continuidad y experiencia. Sin embargo, los sudafricanos se ganaron el respeto de sus adversarios alemanes: 

"Personalmente tenía la firme convicción de que los escuadrones australianos lucharon con menos obstinación que los ingleses y los sudafricanos". Rudolf Sinner, 1942.

Los sudafricanos tuvieron la distinción de lanzar la primera y la última bomba en el conflicto africano: La primera el 11 de junio de 1940 en Moyale, en Abisinia, y la última, contra el 1.er ejército italiano en Túnez. La FAS también ha tenido varios ases del aire en la Segunda Guerra Mundial, incluidos John Frost, Sailor Malan, Gerald Stapleton y Marmaduke Pattle.

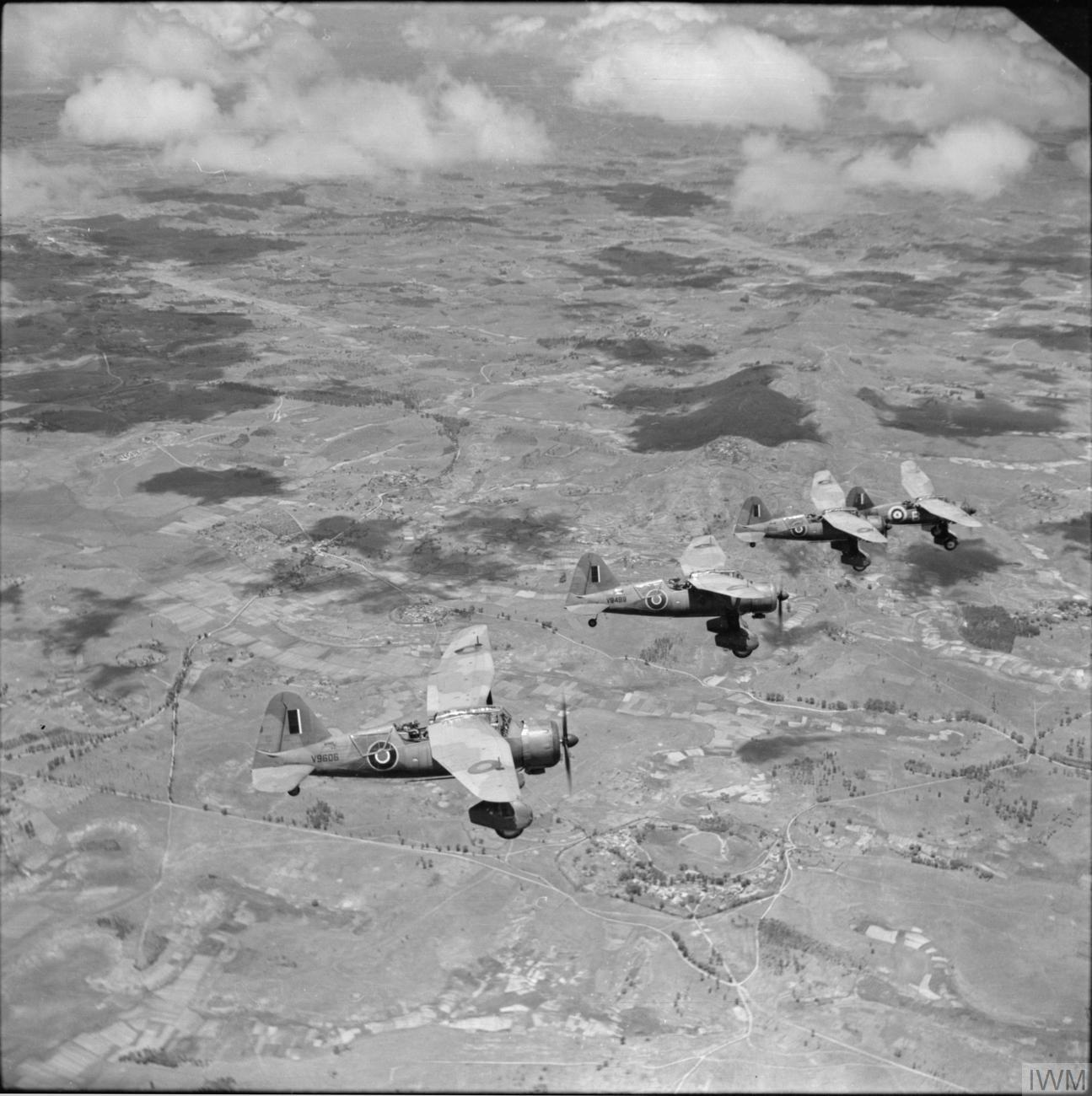
Cuatro Westland Lysander Mk. III de la Real Fuerza Aérea, sobrevolando la isla de Madagascar en 1942.

Temiendo la ocupación japonesa y las operaciones posteriores en el Océano Índico, muy cerca de las rutas marítimas de Sudáfrica, el Mariscal de campo Jan Smuts, alentó la ocupación aliada preventiva de la isla de Madagascar. Después de mucho debate y un mayor estímulo por parte del General Charles De Gaulle (que instaba a una operación de la Francia Libre contra Madagascar), Winston Churchill y los Jefes del Estado Mayor Conjunto, acordaron una invasión por medio de una flota fuerte y un apoyo aéreo adecuado. En marzo y abril de 1942, la FAS había estado realizando vuelos de reconocimiento sobre Diego Suárez, y los escuadrones de vuelo costero 32, 36 y 37, fueron retirados de las operaciones de patrulla marítima de Sudáfrica y enviados a Lindi, en la costa del Océano Índico de Tanzania, con 11 torpederos Bristol Beaufort y seis bombarderos Martin Maryland, para proporcionar reconocimiento aéreo y apoyo aéreo cercano para la operación planificada, conocida con el nombre de Operación Ironclad. Durante el asalto anfibio y aéreo, llevado a cabo por la Armada Real Británica y la Fuerza Aérea Real Británica, el 5 de mayo, la Fuerza Aérea francesa de Vichy, formada principalmente por cazas Morane-Saulnier MS.406 y bombarderos Potez 63, atacó a la flota aliada, pero fue neutralizada por los aviones de la flota aliada y la aviación naval embarcada a bordo de los portaaviones aliados. Los aviones restantes que no fueron destruidos, fueron retirados por los franceses y llevados hacia el sur, a otros aeródromos de la isla. Una vez asegurado el aeródromo principal de la isla, el aeródromo de Arrachart, en Diego Suárez (13 de mayo de 1942), el Componente Aéreo de la FAS voló de Lindi a Arrachart. El componente aéreo constaba de 34 aviones (6 bombarderos Martin Maryland, 11 torpederos Bristol Beaufort, 12 aviones de transporte Lockheed Lodestar, y seis aviones de transporte Junkers Ju 52). En septiembre de 1942, las fuerzas terrestres sudafricanas comprometidas con la operación Ironclad, habían participado en la captura de la mitad sur de Madagascar, así como de la pequeña isla de Nosy Be, junto con el componente aéreo de la FAS apoyando estas operaciones. Durante la campaña que terminó con un armisticio, el 4 de noviembre de 1942, los aviones de la FAS realizaron un total de 401 incursiones, con un piloto muerto en combate (KIA), otro piloto muerto en un accidente, y otro sucumbiendo a una enfermedad. Se perdieron siete aviones, pero sólo uno como consecuencia de la acción enemiga.
A finales de mayo de 1943, la FAS tenía dos alas y dieciséis escuadrones en Oriente Medio y el Norte de África con 8.000 hombres. Con el final de la Campaña del Norte de África, el papel de la FAS experimentó un cambio: Se volvió más activa en operaciones de cazabombarderos y bombarderos, en comparación con el papel de aviación de caza que había desempeñado en el Desierto occidental. Se designaron cinco escuadrones de la FAS, para apoyar el desembarco aliado en Sicilia, en julio de 1943: El primer escuadrón operó patrullas aéreas de combate sobre las playas para los desembarcos de la Operación Husky, mientras que los escuadrones 2, 4 y 5, brindaron apoyo con cazabombarderos durante la campaña de Sicilia. El Escuadrón 30 (que voló como Escuadrón 223 de la RAF durante la campaña) proporcionó apoyo con bombarderos ligeros, volando desde Malta, y el Escuadrón 60, fue el responsable de los vuelos de reconocimiento fotográfico en apoyo de las fuerzas aliadas desplegadas en Sicilia. Después de invadir con éxito la isla, otros tres escuadrones fueron trasladados a Sicilia, y los ocho escuadrones de la isla recibieron la tarea de apoyar la Operación Avalanche, el desembarco aliado en Italia: Los escuadrones 12 y 24 fueron los responsables de las misiones de los bombarderos medios para bombardear al enemigo antes de la invasión, mientras que el Escuadrón número 40, era el responsable del reconocimiento fotográfico táctico. El 1.er Escuadrón proporcionó cobertura de cazas para los desembarcos del 3 de septiembre de 1943, mientras que el 2.º y 4.º escuadrón fueron los responsables de la escolta de los bombarderos.
- Batalla del Atlántico (1943-1945): Un escuadrón patrulló las rutas de los convoyes aliados frente a África occidental y Gibraltar. (26 Escuadrón de la FAS equipado con bombarderos Vickers Wellington, Sekondi-Takoradi, Costa del Oro, África occidental).

- Yugoslavia (1943-1944): El ala 7 apoyó las operaciones de los partisanos yugoslavos contra las fuerzas de ocupación alemanas.

- Balcanes (1944-1945): Un escuadrón sirvió en operaciones sobre Hungría, Rumania y Albania.

- Varsovia, Polonia (1944): El ala 2 abasteció a los soldados del Armia Krajowa durante el Alzamiento de Varsovia.

- Grecia (1944): El ala 2 apoyó las operaciones británicas para liberar Grecia y reprimir a la resistencia comunista.

- Francia (1944): Un escuadrón participó en el desembarco franco-estadounidense en el sur de Francia. (Operación Dragoon).

- Un escuadrón realizó misiones de reconocimiento estratégico y táctico, en el teatro de operaciones del Mar Mediterráneo.

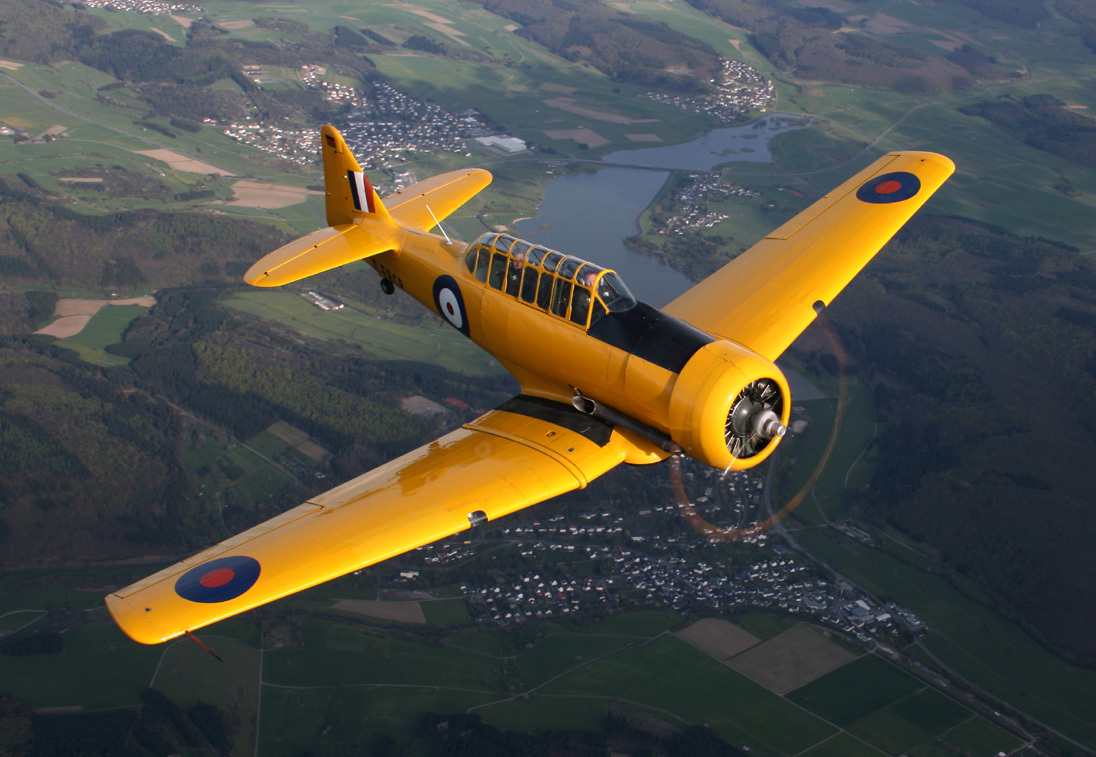
North American T-6 Texan.

El Plan Conjunto de Entrenamiento Aéreo fue un importante programa para entrenar a las tripulaciones aéreas de la Real Fuerza Aérea Sudafricana (RFAS), la Real Fuerza Aérea Británica (RFAB) y sus Aliados durante la Segunda Guerra Mundial. Una Escuela Primaria de Formación de Vuelo (EPFV) ofrecía a un recluta 50 horas de instrucción básica de vuelo en aviones de entrenamiento básico, mientras que los pilotos que mostraron mayores promesas continuaron entrenándose en una Escuela de Formación de Vuelo de Servicio (EFVS). La Escuela de Formación de Vuelo de Servicio (EFVS) proporcionó capacitación avanzada para pilotos, incluidos aviones de combate y multimotores, mientras que otros alumnos pasaron a diferentes especialidades, como capacitación en tecnología, navegación, bombardeo y artillería. En Sudáfrica, los planes de estudio de la Escuela Primaria de Formación de Vuelo (EPFV) y de la Escuela de Formación de Vuelo de Servicio (EFVS) se agruparon y se conocieron como Escuelas de Formación Aérea (EFA). En Sudáfrica se establecieron 35 escuelas de vuelo de este tipo para la formación de pilotos y tripulaciones de la Mancomunidad de Naciones. Las instalaciones estaban bajo el control de la FAS, estaban distribuidas por todo el país y el entrenamiento de vuelo se realizaba utilizando una amplia variedad de aeronaves (dependiendo del propósito del entrenamiento). El plan de formación estuvo en funcionamiento desde 1939 hasta 1945. La Escuela Primaria de Formación de Vuelo (EPFV) ofrecía a los nuevos reclutas 50 horas de instrucción básica de aviación en un avión de entrenamiento simple como el biplano De Havilland DH.82 Tiger Moth. Los pilotos que se mostraban prometedores, continuaban entrenándose en una Escuela de Formación de Vuelo de Servicio (EFVS) que ofrecía una capacitación avanzada para los pilotos de aviones de combate y aeronaves multimotor. Posteriormente, los pilotos pasaban por diferentes cursos de formación y especialización. La formación de pilotos elementales se llevó a cabo utilizando Tiger Moths, mientras que la formación de vuelo de servicio se llevó a cabo utilizando aeronaves Hawker Hind, Hawker Hart y Airspeed Oxford. El entrenamiento de navegación, observación aérea y bombardeo aéreo se llevó a cabo utilizando aeronaves Airspeed Oxford, Avro Anson y Fairey Battle, De Havilland DH.82 Tiger Moth y Avro Tutor, para el entrenamiento de navegación elemental. La formación de ingenieros eléctricos y operadores de radio, se realizó utilizando aeronaves Dominie Mk I y Avro Anson, mientras que las aeronaves de Havilland DH.89 Dragon Rapide y Airspeed Envoy, se utilizaron para la formación de reconocimiento fotográfico. El entrenamiento en planeador se realizaba con aeronaves Schneider Grunau Baby, Slingsby Kirby Cadet y Göppingen Gö 3 Minimoa.

### Bloqueo de Berlín

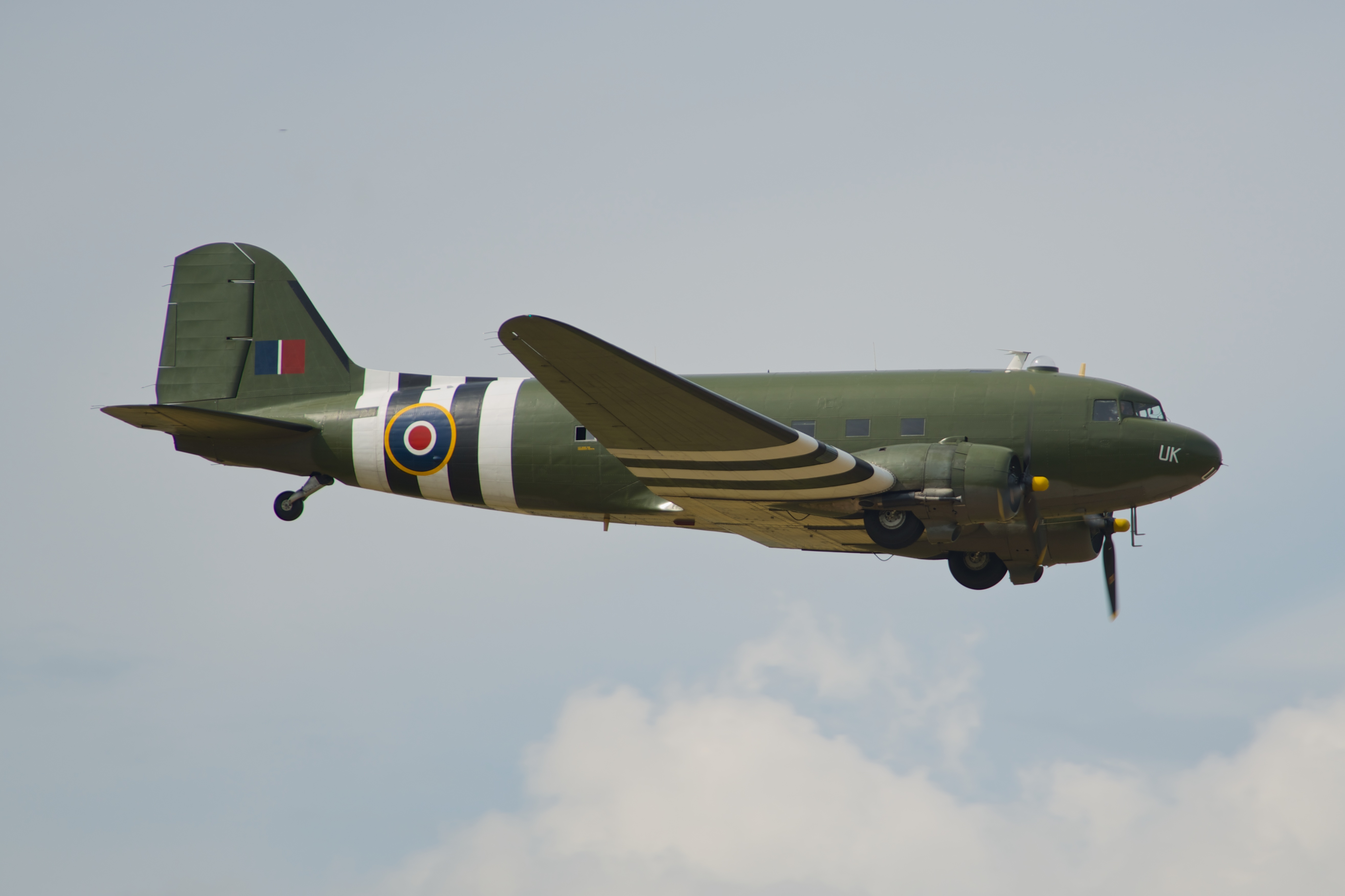
Aeronave de transporte militar Douglas C-47 Skytrain de la Real Fuerza Aérea Británica (RFAB).

Aunque ningún avión de la FAS participó en el puente aéreo de Berlín de 1948-1949, la FAS proporcionó 20 tripulaciones para apoyar el esfuerzo humanitario. Las tripulaciones aéreas volaron al Reino Unido, a través de África oriental, Egipto y Malta, y fueron asignadas para volar aeronaves de transporte Douglas C-47 Skytrain (Dakota) de la RAF, como parte del esfuerzo humanitario de la Real Fuerza Aérea Británica (RFAB) después de recibir capacitación avanzada en la base de la RAF ubicada en Bassingbourn. Los pilotos sudafricanos volaron 1240 misiones y entregaron 4133 toneladas de suministros. Los aviones volaron desde Lübeck, en Alemania Occidental, hasta el aeródromo de la RAF ubicado en Gatow, en Berlín Occidental. En los viajes de regreso, los aviones transportaban con frecuencia a civiles que necesitaban ser evacuados del Berlín ocupado, especialmente niños huérfanos que fueron colocados con familias en Occidente. El bloqueo soviético de Berlín, terminó en la medianoche del 12 de mayo de 1949, pero los vuelos continuaron durante algún tiempo después de esta fecha, para almacenar suministros adicionales en Berlín. El 24 de julio de 1949, se había acumulado un superávit de tres meses, y el puente aéreo finalizó oficialmente el 30 de septiembre de 1949.

### Guerra de Corea

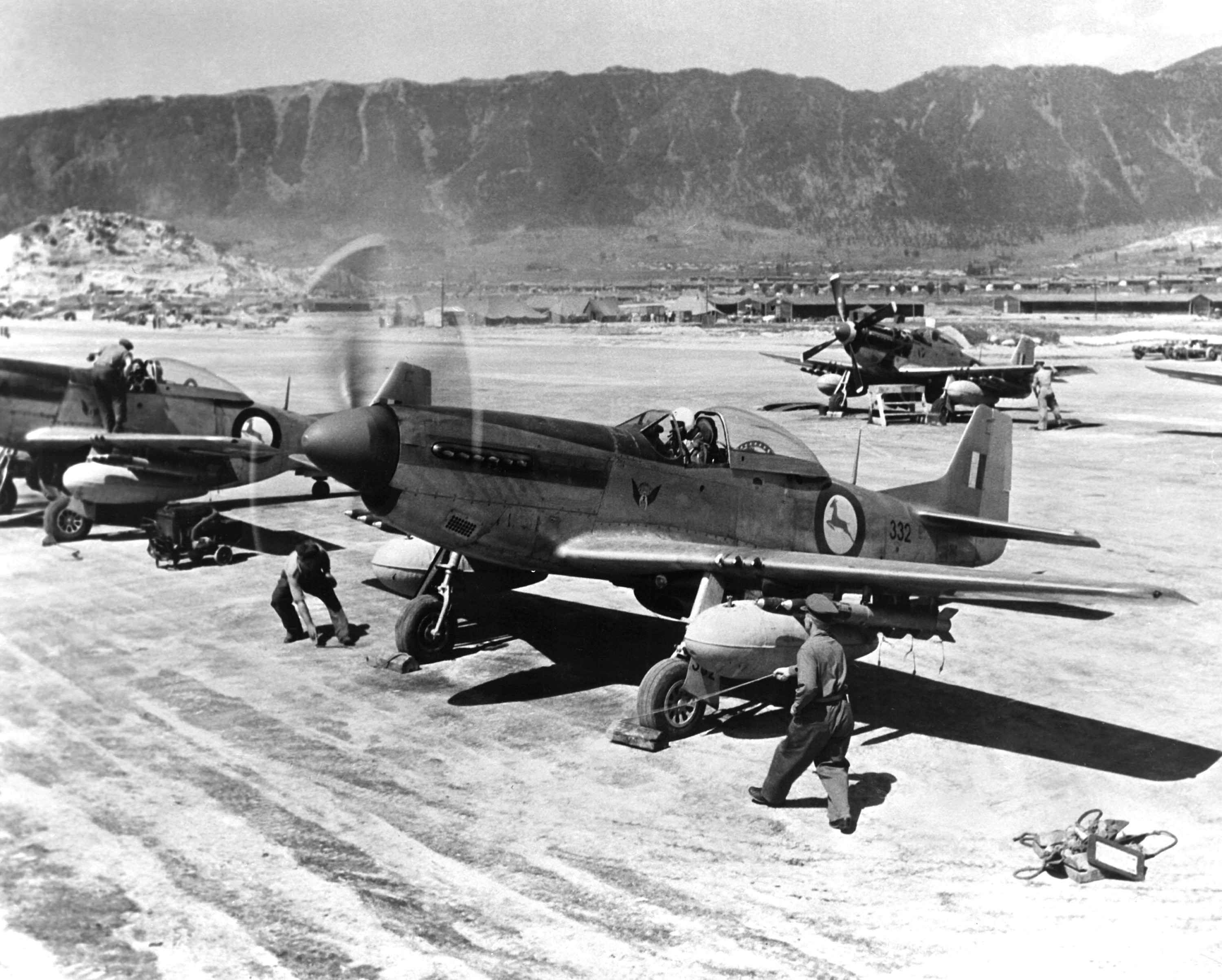
Escuadrón sudafricano de aviones de caza North American P-51 Mustang, desplegado en Corea del Sur.

Al estallar la guerra de Corea, el Consejo de Seguridad de las Naciones Unidas aprobó una resolución pidiendo la retirada de las fuerzas norcoreanas, también solicitó ayuda a todos los miembros de la ONU. Después de una reunión especial del Gabinete, el 20 de julio de 1950, el Gobierno de la Unión Sudafricana, anunció que debido a la larga distancia entre Sudáfrica y Corea, la participación militar directa desde tierra en el conflicto era impracticable y poco realista, pero que se pondría a disposición del ejército un escuadrón de caza de la FAS para ayudar a la ONU. Los 50 oficiales y157 miembros del 2.º Escuadrón de la FAS, zarparon de Durban, el 26 de septiembre de 1950, habían sido seleccionados entre 1426 miembros de la fuerza permanente, que inicialmente se habían ofrecido como voluntarios para el servicio, este contingente inicial estaba comandado por el comandante Van Breda Theron, e incluía a muchos veteranos de la FAS de la Segunda Guerra Mundial. El escuadrón fue trasladado a la base aérea de Iruma, ubicada en la Prefectura de Saitama, el 25 de septiembre de 1950, para recibir entrenamiento de conversión operacional, en los North American P-51 Mustang suministrados por la Fuerza Aérea de los Estados Unidos (USAF).
Al finalizar el entrenamiento de conversión operacional, el escuadrón fue desplegado como uno de los cuatro escuadrones del Ala 18 de cazabombarderos de la USAF, el 16 de noviembre de 1950, un destacamento de avanzada, formado por 13 oficiales y 21 soldados (incluido el comandante del escuadrón y cuatro jefes de escuadrilla que pilotaban aviones de caza P-51 Mustang, salieron de Japón hacia la base aérea K-9, ubicada en el perímetro de Busan, en Corea del Sur, para volar con los pilotos de la USAF y familiarizarse con las condiciones operativas locales. En la mañana del 19 de noviembre de 1950, el comandante Theron y el capitán Lipawsky, despegaron con dos pilotos de la USAF, para realizar las primeras incursiones de combate de la FAS en la guerra de Corea. Durante este período, mientras estaba equipado con Mustangs F-51D, el escuadrón realizó 10 373 incursiones y perdió 74 aviones. Doce pilotos murieron en combate (KIA), 30 desaparecieron (MIA) y cuatro resultaron heridos (WIA).
En enero de 1953, el escuadrón regresó a Japón para llevar a cabo su conversión a los cazas a reacción North American F-86 Sabre de la USAF. La primera misión con nuevos cazas Sabre, tuvo lugar el 16 de marzo de 1953, desde el aeródromo K-55 ubicado en Corea del Sur. El escuadrón tenía la tarea de realizar misiones de caza, a lo largo del río Yalu, así como misiones de ataque a tierra y apoyo aéreo cercano. El escuadrón realizó 2032 incursiones con los Sabres y perdió a cuatro de los 22 aviones suministrados.
La guerra de Corea terminó el 27 de julio de 1953, cuando se firmó un acuerdo de armisticio. Durante la primera fase de la guerra, la tarea principal del escuadrón de Mustangs, era la interdicción aérea de las rutas de suministro enemigas, que no sólo representaban aproximadamente el 60% por ciento de las salidas de combate de la FAS, sino que alcanzaron su punto más alto entre enero y mayo de 1951 (llegando hasta el 78% y el 82% por ciento). Una misión de interdicción típica era una patrulla de reconocimiento armada, realizada normalmente por escuadrillas de cuatro aviones armados con bombas, napalm, cohetes de 127 mm y ametralladoras de 12,7 mm. Posteriormente, después de la introducción de los cazas Sabre, el escuadrón comenzó a llevar a cabo misiones antiaéreas, volando en misiones de interceptación de cazas, y realizando interceptaciones contra cazas a reacción Mikoyan-Gurevich MiG-15, pero la interdicción y el apoyo aéreo cercano, siguieron siendo las misiones principales. Las pérdidas fueron de 34 pilotos de la FAS muertos (KIA), ocho pilotos de la FAS fueron hechos prisioneros (POW) incluido el futuro jefe de la Fuerza Aérea, el General Earp, 74 Mustangs y 4 Sabres fueron destruidos. Los pilotos y hombres del escuadrón recibieron un total de 797 medallas, incluidas 3 Legiones al Mérito, 2 Estrellas de Plata, 40 Estrellas de Bronce y 55 Cruces de Vuelo Distinguido. En reconocimiento a su asociación con el 2.º Escuadrón, el jefe de la 18 Ala de cazabombarderos emitió una directiva que establecía lo siguiente: 

"Todas las ceremonias celebradas en la base, serán precedidas por los acordes del Himno nacional de Sudáfrica, todo el personal de la base rendirá honor al himno sudafricano, tal y como lo harían con nuestro propio himno."

Al concluir las hostilidades, los Sabres fueron devueltos a la USAF, y el escuadrón regresó a Sudáfrica en octubre de 1953. Durante este período, las Fuerzas de Defensa de la Unión se reorganizaron en servicios individuales, y la FAS se convirtió en un brazo de servicio por derecho propio, bajo el mando del Jefe del Estado Mayor del Aire (que pasó a llamarse "Jefe de la Fuerza Aérea" en 1966). La FAS adoptó un uniforme azul, en sustitución del uniforme militar caqui, que la FAS había usado anteriormente.

### Guerra de la Frontera de Sudáfrica

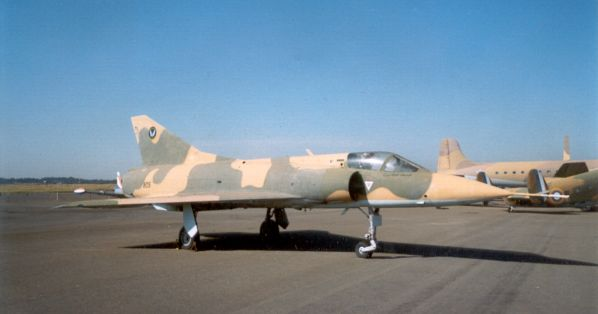
Un caza Dassault Mirage III del segundo escuadrón de la FAS.

De 1966 a 1989, la FAS participó en la Guerra de la frontera de Sudáfrica, que se libraba en el norte de Namibia y en los estados circundantes. Al principio, la FAS proporcionó apoyo aéreo cercano (CAS) a las operaciones policiales llevadas a cabo contra el Ejército Popular de Liberación de Namibia, el brazo militar de la Organización del Pueblo de África del Sudoeste (SWAPO), que luchaba para poner fin al dominio sudafricano en el suroeste de África. Las operaciones se intensificaron después de que las fuerzas de defensa sudafricanas, se hicieran cargo de la guerra en 1974. La FAS brindó apoyo aéreo al ejército durante la campaña de Angola de 1975-76, y en las numerosas operaciones transfronterizas que se llevaron a cabo contra las bases del PLAN en Angola y Zambia, a partir de 1977. Al menos dos Mikoyan-Gurevich MiG-21 de la Fuerza Aérea Nacional de Angola fueron derribados por cazas Dassault Mirage F1 del tercer escuadrón de la FAS, en 1981 y 1982. La FAS también estuvo muy involucrada en la campaña de Angola de 1987-88, antes del acuerdo de paz que puso fin al conflicto. El embargo internacional de armas impuesto contra el régimen del apartheid de Sudáfrica, en virtud de la Resolución 418 del Consejo de Seguridad de las Naciones Unidas, significó que la FAS no pudo adquirir aviones de combate modernos para competir con la sofisticada red de defensa antiaérea suministrada por los soviéticos, y con los aviones de combate Mikoyan-Gurevich MiG-23 desplegados por los cubanos de las FAR. Sudáfrica colaboró con el estado sionista de Israel, obtuvo planos de aeronaves sigilosamente, y diseñó de manera innovadora el caza Atlas Cheetah, mientras que los israelíes desarrollaron el caza IAI Kfir. A partir de 1990, con la reducción de la amenaza comunista, la fuerza operativa de la FAS comenzó a reducirse. Las primeras medidas a corto plazo supusieron la retirada del servicio de varios aviones obsoletos, como el bombardero a reacción English Electric Canberra, los helicópteros de transporte militar Aérospatiale SA321 Super Frelon y el helicóptero antisubmarino Westland Wasp, el avión ligero Atlas C4M Kudu, y los aviones de patrulla marítima P.166S Albatross, otras medidas adicionales incluyeron la degradación de la base aérea de Puerto Elizabeth, y la disolución de los escuadrones 12, 16, 24, 25 y 27. Dos escuadrones de comandos: El escuadrón 103 en Bloemfontein y el escuadrón 114 en Centurion, también fueron disueltos. Desde 1966, la FAS realizó misiones de apoyo a la infantería en la Guerra de la Frontera de Sudáfrica, en Angola, en África del Sudoeste y en la República de Rodesia. A medida que avanzaba la guerra, la intensidad de las operaciones aéreas aumentó, hasta que a finales de la década de 1980, la FAS tuvo que realizar misiones de combate contra aviones angoleños para mantener la superioridad aérea. Al concluir la Guerra de la Frontera de Sudáfrica en 1990, el número de aviones de la SAF se redujo drásticamente, debido a las presiones económicas y al cese de hostilidades con los estados vecinos. Durante la Guerra de la Frontera, la FAS perdió un total de 22 aviones debido a la acción enemiga en el campo de batalla, mientras que unos 11 aviones se perdieron debido a errores del piloto, o a un mal funcionamiento del avión.

### Defensa antiaérea basada en misiles

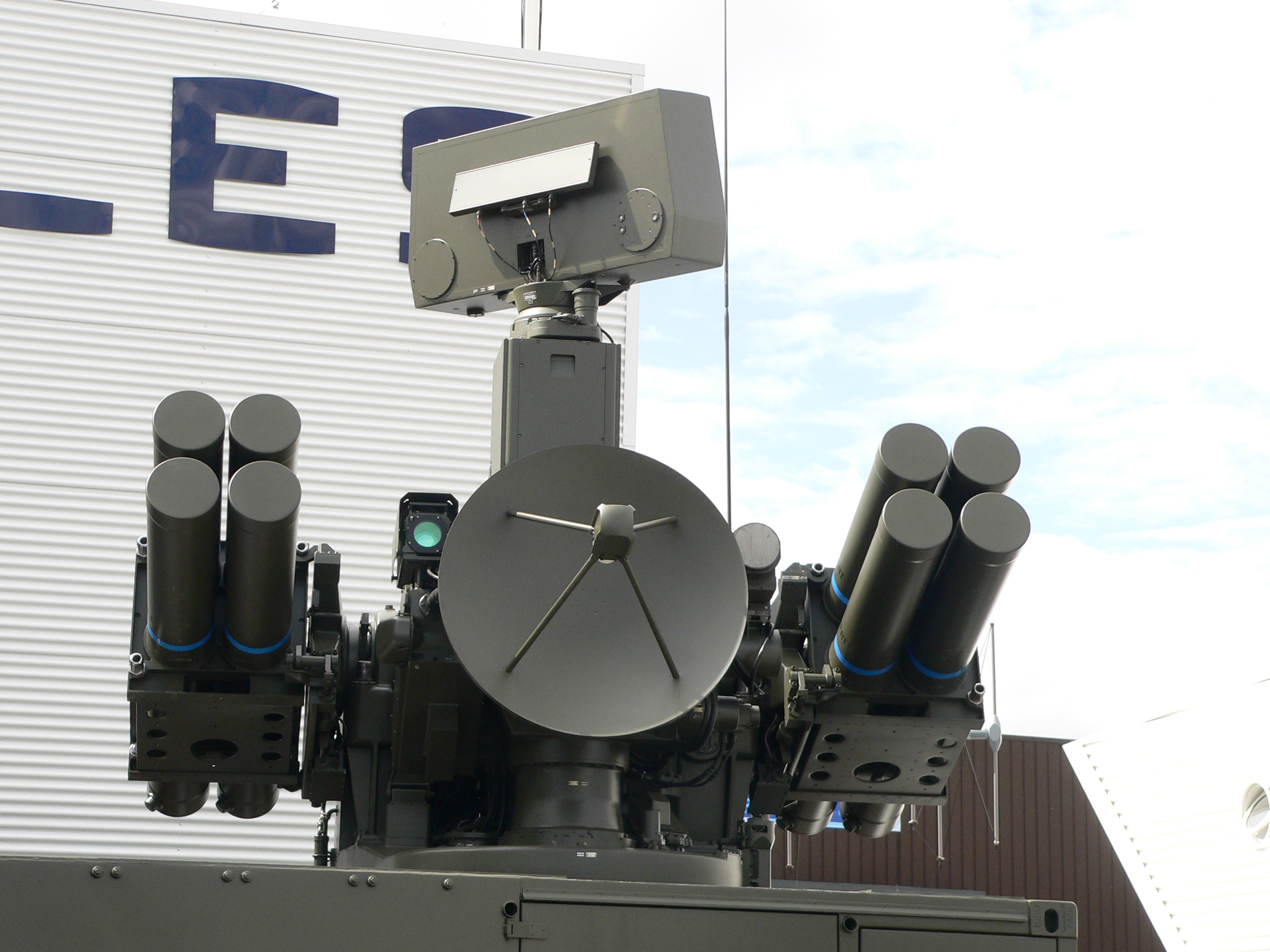
Sistema de misiles de defensa antiaérea Crotale.

Desde principios de la década de 1960, la Fuerza Aérea Sudafricana también fue responsable del mando de todas las fuerzas de misiles tierra-aire, como parte de la defensa antiaérea de Sudáfrica y el Sudoeste de África. En julio de 1964, Sudáfrica firmó un contrato de desarrollo con Thomson-CSF para un sistema SAM móvil, apto para todo clima y de baja altitud, después de que el gobierno del Reino Unido rechazara un pedido sudafricano para el sistema SAM "Bloodhound". El gobierno sudafricano pagó el 85% por ciento de los costos de desarrollo del sistema y el resto lo pagó Francia. El sistema se conocía como "Cactus" dentro de la FAS y como "Crotale" en Francia. Las unidades se desplegaron operativamente en pelotones en 1971 y cada pelotón constaba de una unidad de adquisición y coordinación, y dos o tres unidades de disparo, y una batería tenía dos pelotones. Todas las baterías de la defensa antiaérea "Cactus" fueron puestas bajo el mando del Escuadrón 120 hasta el retiro del sistema a fines de la década de 1980.

### Desde 1994

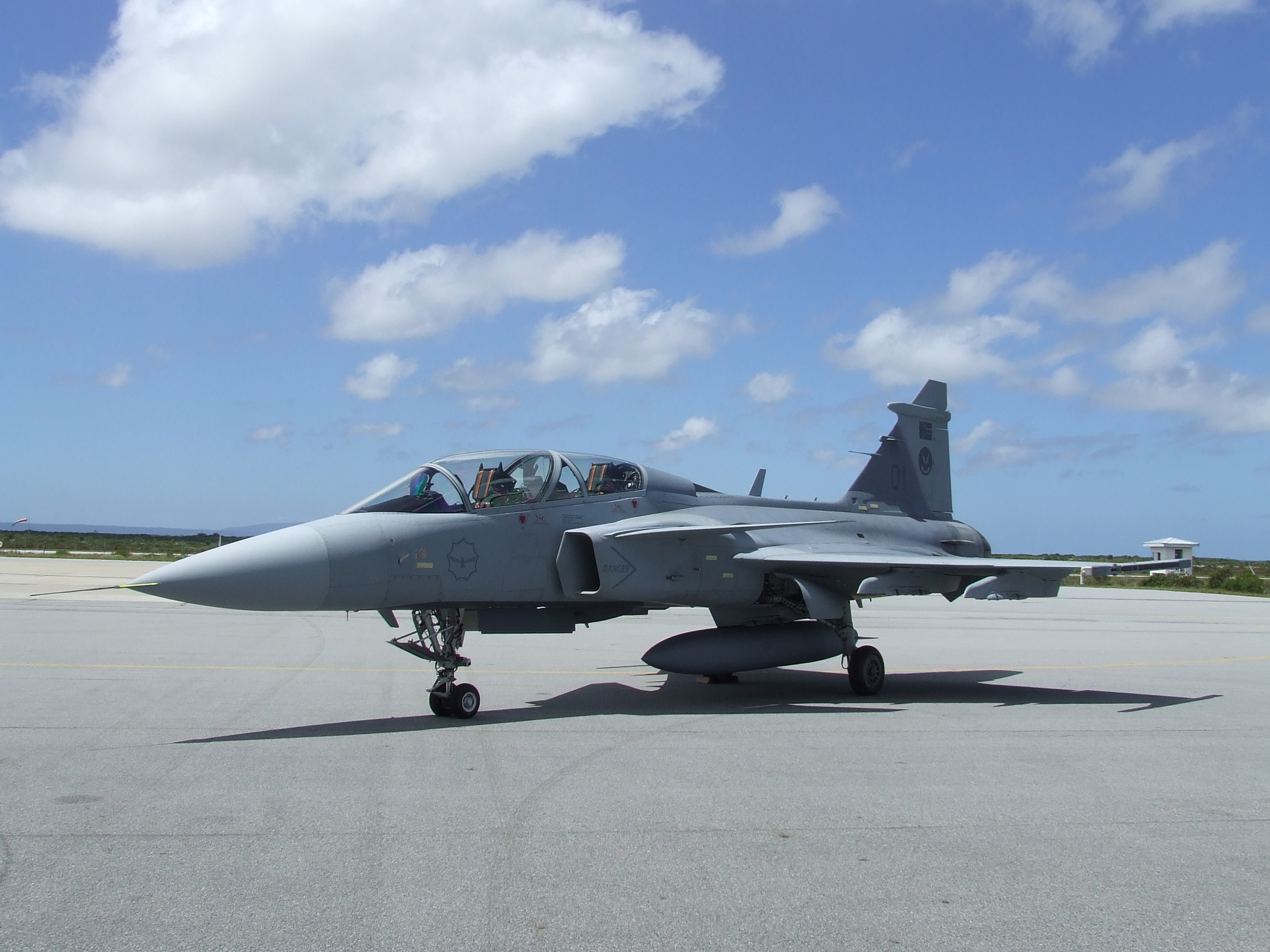
Un avión de caza Saab 39 Gripen de la FAS.

Después de que se celebraran en Sudáfrica las primeras elecciones multirraciales en 1994, la FAS se convirtió en una fuerza aérea integrada como parte de la Fuerza de Defensa Nacional de Sudáfrica (FDNS). Actualmente se considera que la FAS es la fuerza aérea más eficaz en el África subsahariana, a pesar de la pérdida de capacidad como consecuencia de los recortes en defensa. Tras el final de la Guerra de la Frontera, estos recortes financieros provocaron una serie de limitaciones operativas graves, agravadas por la pérdida de tripulaciones aéreas experimentadas, esto representaba una gran presión para la puesta en servicio de nuevas aeronaves, en concreto, de aviones como el Saab 39 Gripen y el BAE Hawk, y de helicópteros como el Denel AH-2 Rooivalk y el Westland Lynx. La cancelación de la participación de la FAS en la adquisición del Airbus A400M Atlas en noviembre de 2009, ha impedido a la FAS adquirir cualquier capacidad de transporte aéreo estratégico, una capacidad necesaria para llevar a cabo las operaciones nacionales, regionales y continentales. Todavía no hay una indicación clara sobre cómo se abordará la brecha entre el transporte aéreo pesado y de largo alcance. Las capacidades actuales de combate aéreo se limitan al caza multifunción Gripen y al helicóptero de apoyo al combate Rooivalk, aunque en un número insuficiente para permitir los despliegues regionales, manteniendo al mismo tiempo la protección del espacio aéreo nacional, para superar este déficit, la FAS ha designado a los aviones de entrenamiento BAE Hawk como plataformas adicionales de reconocimiento táctico y de lanzamiento de armas para los objetivos designados por los Saab 39 Gripen. Las restricciones financieras y presupuestarias, han limitado las horas de vuelo y entrenamiento.

## Equipamiento de la Fuerza Aérea Sudafricana
Estos aviones se encuentran actualmente en servicio con la fuerza aérea sudafricana.

### Galería de imágenes

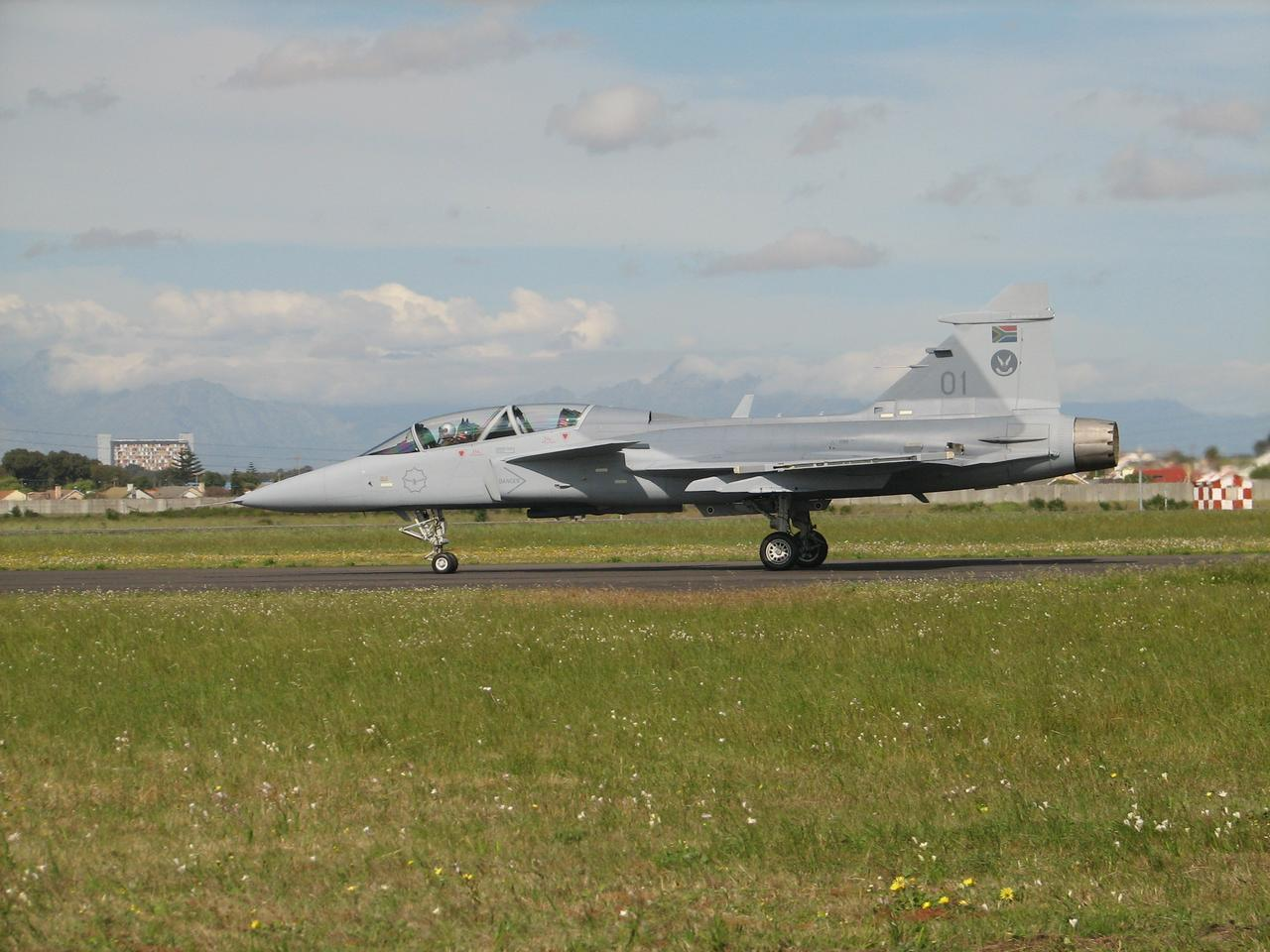
Saab JAS 39D, aeronave de la Fuerza Aérea Sudafricana.

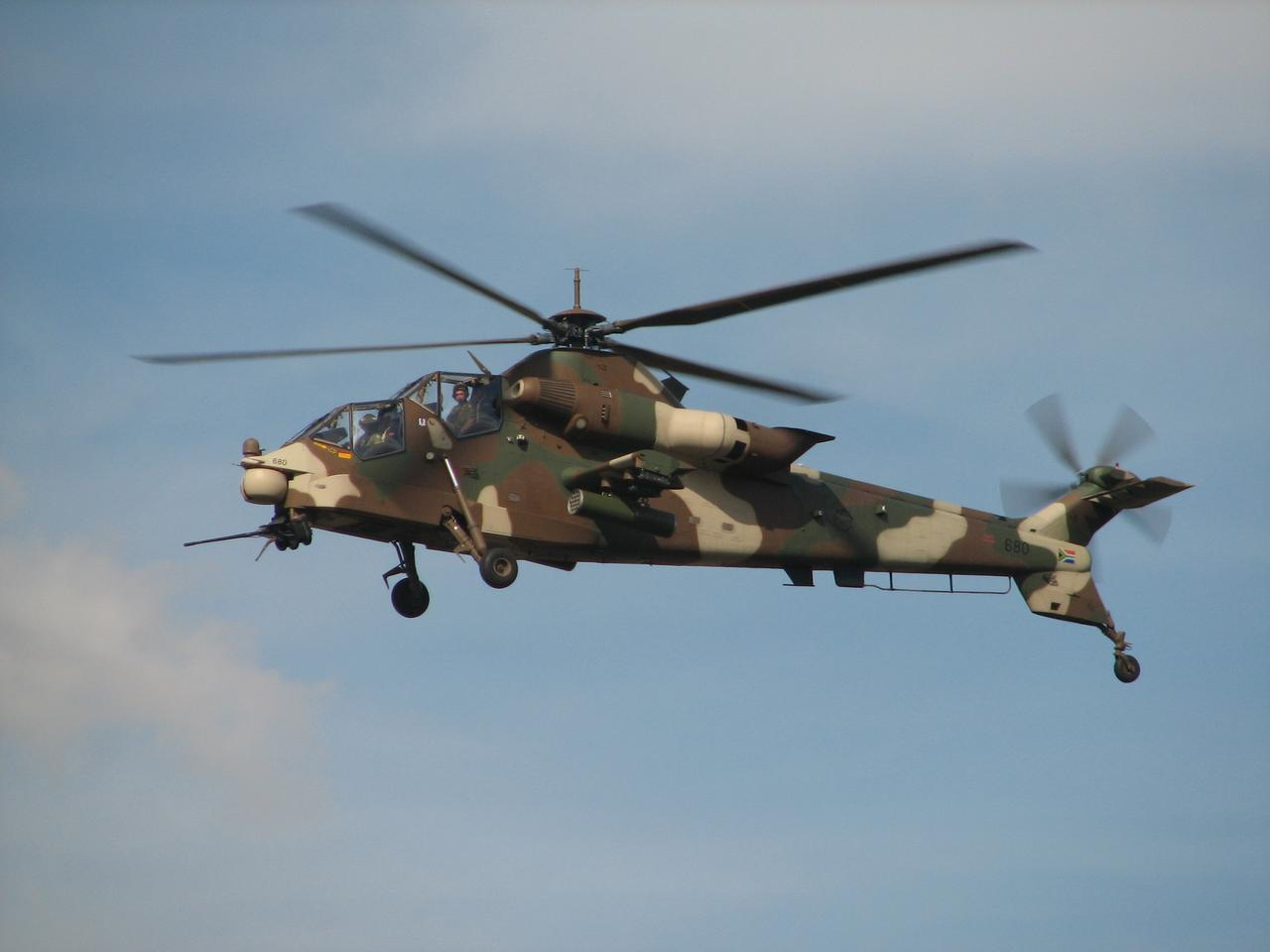
Denel CSH-2 Rooivalk de la Fuerza Aérea Sudafricana.

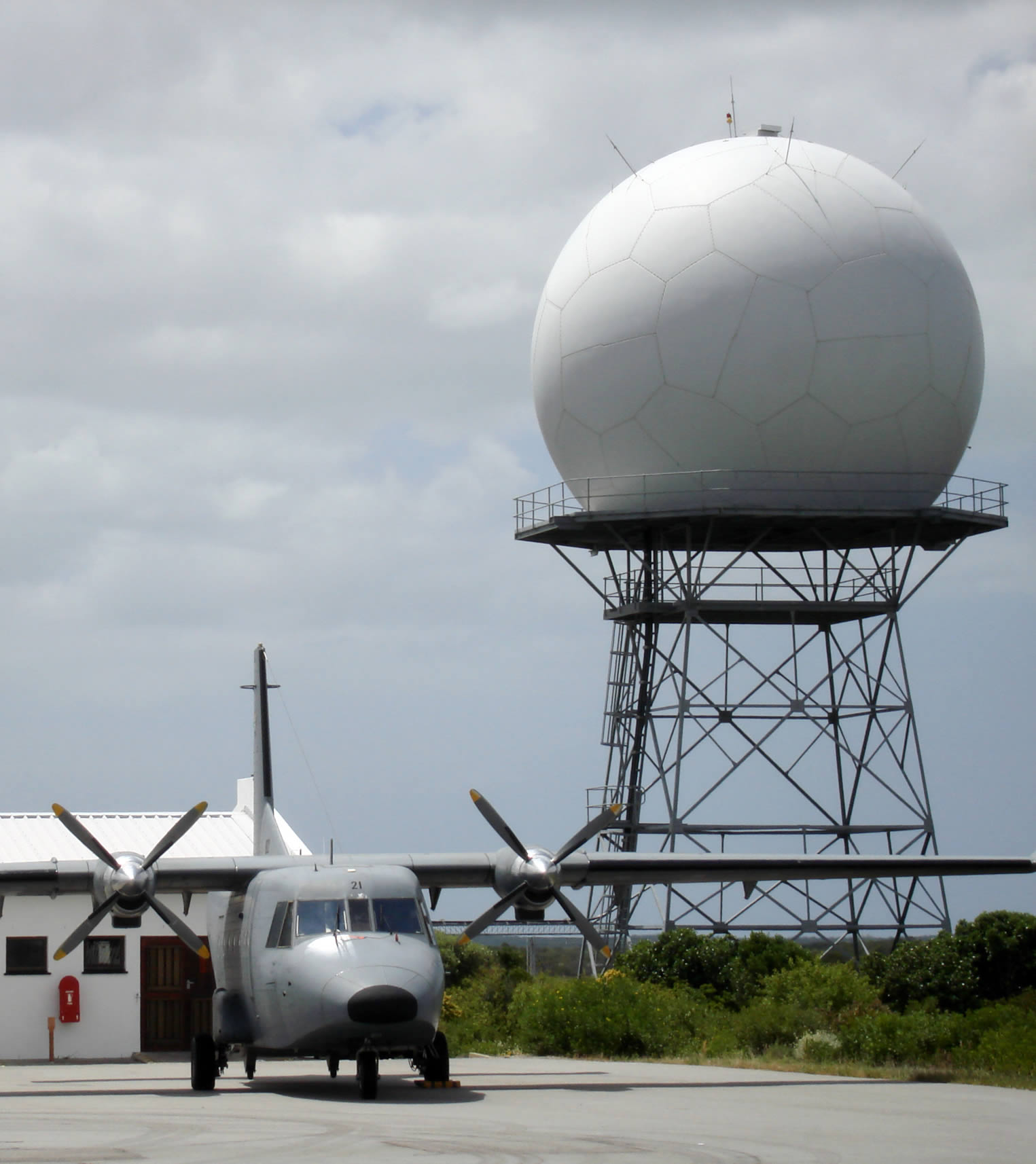
CASA C-212-300 Aviocar.

### Aeronaves
| Aeronave                  | Fotografía | Origen            | Tipo                                                                           | Versiones           | En servicio | Notas |
| ------------------------- | ---------- | ----------------- | ------------------------------------------------------------------------------ | ------------------- | ----------- | --- |
| Saab 39 Gripen            |            | Suecia            | Caza polivalente                                                               | JAS 39C JAS 39D     | 20 8        | |
| BAE Systems Hawk          |            | Reino Unido       | Avión de entrenamiento a reacción                                              | Mk120               | 24          | |
| Atlas Oryx                |            | Sudáfrica Francia | Helicóptero de transporte militar                                              | MKI MKII            | 29 6        | Están recibiendo una actualización de media-vida (el único versión MKII está adaptado para condiciones árticas). |
| Denel AH-2 Rooivalk       |            | Sudáfrica         | Helicóptero de ataque                                                          |                     | 12          | En pruebas de Capacidades de operatividad en el 2008, actualmente en servicio.                                   |
| MBB/Kawasaki BK117        |            | Alemania Japón    | Helicóptero utilitario                                                         |                     | 4           | Están siendo retirados; reemplazados por los Agusta A109.                                                        |
| Agusta A109LOH Hirundo    |            | Italia            | Helicóptero utilitario                                                         |                     | 25          | 5 más pedidos.                                                                                                   |
| Westland Lynx             |            | Reino Unido       | Helicóptero naval                                                              | MK300               | 4           | Operado en las fragatas clase Valour de la Armada Sudafricana.                                                   |
| Lockheed C-130 Hércules   |            | Estados Unidos    | Aeronave de transporte militar                                                 | C-130BZ             | 9           | Actualizados con nueva aviónica y nuevas cabinas de cristal.                                                     |
| Douglas C-47 Turbo Dakota |            | Estados Unidos    | Avión de patrulla marítima / Avión de transporte y Avión de guerra electrónica | C-47TP              | 10          | 5 aviones de patrulla marítima, 3 de aviones de transporte, 2 aviones de guerra electrónica.                     |
| Cessna 208 Caravan        |            | Estados Unidos    | Avión utilitario ligero y avión de observación                                 | 208                 | 12          | Equipado con el sistema de observación infrarroja Denel                                                          |
| Beechcraft King Air       |            | Estados Unidos    | Avión de transporte                                                            | -200 / -300         | 4           | |
| Pilatus PC-12             |            | Suiza             | Avión de transporte                                                            |                     | 1           | Principalmente transporte VIP.                                                                                   |
| Pilatus PC-7              |            | Suiza             | Avión de entrenamiento                                                         | PC-7 MKII           | 35          | Actualización de aviónica en curso.                                                                              |
| Cessna 185                |            | Estados Unidos    | Avión de transporte utilitario ligero y Avión de observación                   |                     | 10          | En calidad de retiro.                                                                                            |
| CASA C-212 Aviocar        |            | España            | Avión de transporte                                                            | C-212-300 C-212-400 | 3 1         | |
| CASA CN-235               |            | España            | Avión de transporte                                                            | CN-235-400          | 1           | |
| Boeing Business Jet       |            | Estados Unidos    | Avión de transporte vip                                                        | Boeing 737 BBJ      | 1           | |
| Dassault Falcon 900       |            | Francia           | Avión de transporte vip                                                        | Falcon 90           | 1           | |
| Dassault Falcon 50        |            | Francia           | Avión de transporte vip                                                        | Falcon 50           | 2           | |
| Cessna 550 Citation       |            | Estados Unidos    | Avión de transporte vip                                                        |                     | 2           | |

## Industria militar sudafricana

### Complejo industrial-militar
La industria armamentística de Sudáfrica forma parte del complejo industrial-militar sudafricano. La industria militar sudafricana fue establecida principalmente como respuesta a las sanciones internacionales de la Organización de las Naciones Unidas contra Sudáfrica, debido al régimen del apartheid sudafricano. Las sanciones de la comunidad internacional impidieron al país africano adquirir sistemas de armamento extranjero hasta los años 90 del siglo XX. Actualmente la industria armamentística sudafricana es capaz de producir equipo militar sofisticado de diseño y fabricación propia, actualmente se considera una de las industrias bélicas más avanzadas del Mundo, rivalizando con grandes naciones como los Estados Unidos, Rusia, China, y organizaciones como la Unión Europea. La amplia gama de armas y sistemas de combate sudafricanos de fabricación local, incluyen helicópteros militares de transporte, helicópteros armados y helicópteros de ataque, transportes blindados de personal (APCs), carros de combate principales (MBTs), misiles de crucero, vehículos aéreos no tripulados (VANT), aviones militares, armas de fuego para la infantería y buques de guerra. Aunque el presupuesto de defensa de Sudáfrica se ha ido reduciendo a lo largo de los años, y ahora es menos del 1% del Producto interno bruto, frente al promedio internacional del 2%, la industria militar sudafricana exporta en gran medida para sobrevivir, y continúa desarrollando y produciendo equipo militar. En 2021, la industria militar sudafricana exportó armas, municiones y equipo militar por valor de 3.300 millones de rands sudafricanos a 67 países del Mundo. La industria de defensa sudafricana es una de las industrias bélicas más avanzadas del continente africano y cuenta con más de 20 empresas contratistas de defensa. La industria de defensa sudafricana proporciona armas y equipos a la Fuerza de Defensa Nacional de Sudáfrica (SANDF) y exporta sus productos militares a clientes de países aliados. La industria de defensa sudafricana desarrolla armas y sistemas de combate como fusiles de asalto, vehículos blindados de combate, tanques, artillería, aviones militares, buques de guerra y misiles.

## Servicio de Salud Militar de Sudáfrica

### Introducción
El Servicio de Salud Militar de Sudáfrica es una unidad médica militar, el Servicio de Salud Militar de Sudáfrica es la rama médica de la Fuerza de Defensa Nacional de Sudáfrica, es la responsable de las instalaciones médicas y de la capacitación y despliegue de todo el personal médico dentro de las fuerzas armadas sudafricanas. Aunque la mayoría de los ejércitos nacionales integran sus estructuras médicas en sus ramas de servicio existentes, el Estado Mayor sudafricano considera que esta estructura es el método más eficiente para brindar asistencia sanitaria y atención médica al personal militar. El Servicio de Salud Militar, es un actor importante en el esfuerzo por controlar la expansión del VIH y el sida en las fuerzas armadas sudafricanas.

### Historia
El Servicio de Salud Militar Sudafricano, fue establecido como una rama de servicio de la Fuerza de Defensa de Sudáfrica (FDS) el 1 de julio de 1979, con el fin de consolidar y fortalecer los servicios médicos del Ejército, la Armada, y la Fuerza Aérea Sudafricana. Tras el final de la Guerra de la Frontera, a principios de la década de 1990, el servicio implementó varias medidas de reducción. Consolidó todos los almacenes de intendencia en las áreas de Ciudad del Cabo y Bloemfontein, trasladó su centro de capacitación de Potchefstroom a Pretoria, cerró varios depósitos de suministros médicos, consolidó centros y sistemas informáticos, racionalizó los procedimientos para la adquisición de medicamentos y equipos médicos, suspendió los cursos de técnicas de supervivencia, y redujo las enfermerías y clínicas médicas militares que prestaban servicios a otros servicios armados afectados por reducciones de personal. El servicio médico se incorporó a la Fuerza de Defensa Nacional de Sudáfrica, el 27 de abril de 1994, y pasó a llamarse Servicio de Salud Militar de Sudáfrica, el 1 de junio de 1998.

### Estructura y organización
El servicio médico incluye personal militar en servicio activo y empleados civiles del Departamento de Defensa, el servicio médico emplea aproximadamente a 400 médicos. El cirujano general dirige el servicio médico, y tiene el rango de teniente general. El servicio médico tiene tres hospitales militares; en Pretoria, en Ciudad del Cabo y en Bloemfontein. También hay cuatro institutos especializados; el Instituto de Medicina Aeronáutica, el Instituto de Medicina Marítima, el Instituto Veterinario Militar y el Instituto Psicológico Militar. Juntas, estas unidades brindan atención médica integral al personal militar, así como a la policía y a los empleados de otros departamentos gubernamentales relacionados con la seguridad, y ocasionalmente, a países vecinos. El servicio médico, ofrece también amplios servicios veterinarios para los animales (principalmente caballos y perros) utilizados por los departamentos correccionales y los servicios de seguridad. El Instituto de Medicina Aeronáutica y el Instituto de Medicina Marítima, seleccionan a los candidatos a piloto de la fuerza aérea, y a los buzos y submarinistas de la Armada. Los servicios médicos del ejército también incluyen atención médica y dental general, y servicio de rehabilitación especializado. El servicio médico está organizado en comandos médicos regionales, correspondientes a los comandos regionales del Ejército, así como un mando de logística médica, y un mando de formación médica. Los comandos regionales apoyan a las unidades militares, los hospitales de las bases militares, y a las enfermerías de las unidades militares en su región. El comando de logística médica, es el responsable de la logística médica, ya que cada servicio proporciona su propio apoyo logístico. Además, el comando de formación médica, supervisa la escuela de servicios médicos de Sudáfrica, la escuela de enfermería del Servicio de Salud Militar de Sudáfrica, y el centro de formación del Servicio de Salud Militar de Sudáfrica, así como los programas de formación de los hospitales militares. La facultad de enfermería de Pretoria otorga un diploma de enfermería de cuatro años en asociación con la Universidad de Sudáfrica, también se encuentran disponibles cursos de formación especializada para enfermeras y auxiliares de enfermería.